# Nekrolog 1889
Nekrolog
◄◄
| ◄
| 1885
| 1886
| 1887
| 1888
| 1889 | 1890 | 1891 | 1892 | 1893 | ► | ►►
Weitere Ereignisse | Allgemeiner Nekrolog 1889
Die Beschreibung der verstorbenen Person sollte so kurz wie möglich gehalten sein und nur deren signifikante Tätigkeit(en) enthalten.
Neue Namen ggf. auch unter dem Geburts- und Sterbedatum, also etwa unter 1. Januar und im Geburts- und Sterbejahr (2024) eintragen (nur bei entsprechender großer Wichtigkeit). Für Beispiele siehe die schon vorhandenen Artikel.
Außerdem über die fünf zuletzt Verstorbenen, zu denen es einen ausreichend guten Artikel für eine Präsentation auf der Hauptseite gibt, nach der todesbedingten Überarbeitung der Artikel ggf. auch unter Wikipedia Diskussion:Hauptseite informieren und sie am besten auch in den anderen Wikipedia-Sprachversionen eintragen. Tipp: Regelmäßig bei news.google.de nach „ist tot“, „gestorben“ oder „verstorben“ suchen.
Wenn eine Person gestorben ist, gibt es viele Seiten zu dieser Person in der Wikipedia, die davon auch betroffen sind und entsprechend aktualisiert werden müssen. Beispiele: Namenübersichtsseite, Geburtsjahr, Geburtsort-Seiten und viele mehr.
Wie finde ich die betroffenen Seiten?
Im Suchfeld auf der linken Seite gibt man den Suchbegriff so ein: „Vorname Nachname“. Dann klickt man auf Volltext und alle Seiten mit entsprechendem Suchtext werden aufgerufen. Hier sieht man dann schnell, wo auch das Todesjahr Sinn macht oder sogar ein Teil des Artikels angepasst werden muss. Auch hilft das „Werkzeug“ auf der linken Seite sehr gut, um solche Seiten aufzufinden: „Links auf diese Seite“. Somit ist die Wikipedia wieder aktuell in allen Bereichen! Hinweis: bei Eintragung der Kategorie „Gestorben JAHR“ wird der Missbrauchsfilter 49 ausgelöst, was jedoch nicht schlimm ist. Siehe: Spezial:Missbrauchsfilter/49
Dies ist eine Liste von im Jahr 1889 verstorbenen bekannten Persönlichkeiten. Die Einträge erfolgen innerhalb der einzelnen Daten alphabetisch sortiert. Tiere sind im Nekrolog für Tiere zu finden.

## Januar
| Tag        | Name                                  | Beruf, bekannt als                                                                             | Alter | Beleg |
| ---------- | ------------------------------------- | ---------------------------------------------------------------------------------------------- | ----- | ----- |
| 1. Januar  | Heinrich Friedrich Brehmer            | deutscher Medailleur, Münzgraveur und Goldschmied                                              | 73    |       |
| 1. Januar  | Karl Frömml                           | österreichischer Politiker, Bürgermeister, Baumeister                                          | 81    |       |
| 1. Januar  | Johann Kravogl                        | Büchsenmacher und Mechaniker                                                                   | 65    |       |
| 3. Januar  | Giuseppe dell’Orefice                 | italienischer Komponist                                                                        | 40    |       |
| 3. Januar  | James Orchard Halliwell-Phillipps     | britischer Literaturhistoriker                                                                 | 68    |       |
| 3. Januar  | Philipp Hoffmann                      | Architekt und Stadtbaumeister                                                                  | 82    |       |
| 4. Januar  | Adolf Friedrich                       | deutscher Maler, Sohn von Caspar David Friedrich                                               | 64    |       |
| 4. Januar  | Alexander Pagenstecher                | deutscher Arzt und Zoologe                                                                     | 63    |       |
| 5. Januar  | Heinrich Leibnitz                     | deutscher Maler und Zeichner sowie Universitätszeichenlehrer und Professor für Kunstgeschichte | 77    |       |
| 8. Januar  | Eugène Lavieille                      | französischer Maler                                                                            | 68    |       |
| 8. Januar  | Jean Lulvès                           | deutsch-französischer Genremaler                                                               | 55    |       |
| 8. Januar  | William Brooke O’Shaughnessy          | irischer Chemiker, Erfinder und Mediziner                                                      | 79    |       |
| 9. Januar  | Alessandro Gavazzi                    | italienischer römisch-katholischer Theologe                                                    | 79    |       |
| 9. Januar  | Wilhelm Gottlieb Schneider            | deutscher Entomologe, Botaniker und Mykologe                                                   | 74    |       |
| 10. Januar | Martin Andreas Udbye                  | norwegischer Komponist                                                                         | 68    |       |
| 11. Januar | Ludwig Heydenreich                    | deutscher Jurist und Politiker (NLP), MdR                                                      | 66    |       |
| 11. Januar | Amadeus Merian                        | Schweizer Architekt                                                                            | 80    |       |
| 11. Januar | Otho R. Singleton                     | US-amerikanischer Politiker                                                                    | 74    |       |
| 12. Januar | Churchill Babington                   | britischer Geistlicher, Altphilologe, Archäologe, Malakologe, Ornithologe und Botaniker        | 67    |       |
| 12. Januar | Elise Bethge-Truhn                    | deutsche Theaterschauspielerin und Schriftstellerin                                            | 50    |       |
| 12. Januar | Edmond Hédouin                        | französischer Maler                                                                            | 68    |       |
| 12. Januar | Karl von Kleinsorgen                  | deutscher Richter, MdHdA, MdR                                                                  | 59    |       |
| 12. Januar | Carl Offterdinger                     | deutscher Figuren- und Genremaler sowie Illustrator                                            | 60    |       |
| 12. Januar | Karl Rechbauer                        | österreichischer Jurist und Politiker, Landtagsabgeordneter                                    | 74    |       |
| 12. Januar | Anton von Schullern zu Schrattenhofen | österreichischer Lyriker und Schulmann                                                         | 56    |       |
| 13. Januar | Ulises Advinent                       | französischer Pianist, Komponist und Kapitän                                                   | 54    |       |
| 13. Januar | Granville Barrere                     | US-amerikanischer Politiker                                                                    | 59    |       |
| 13. Januar | Solomon Bundy                         | US-amerikanischer Jurist und Politiker                                                         | 65    |       |
| 13. Januar | William Cropper                       | englischer Cricket- und Fußballspieler                                                         | 26    |       |
| 13. Januar | Eduard Haffner                        | deutsch-baltischer Pädagoge, Hochschullehrer sowie Rektor der Universität Dorpat               | 84    |       |
| 13. Januar | Moses Hutzler                         | deutsch-US-amerikanischer Unternehmer                                                          | 88    |       |
| 14. Januar | Josef Martin Knüsel                   | Schweizer Politiker                                                                            | 75    |       |
| 14. Januar | Ilma de Murska                        | kroatische Opernsängerin (Sopran)                                                              | 54    |       |
| 15. Januar | Franz Ferdinand von Mayern            | österreichischer Offizier, Verwaltungsbeamter und Politiker                                    | 89    |       |
| 16. Januar | Alois von Bendel                      | deutscher Theologe                                                                             | 71    |       |
| 17. Januar | Ludwig Herrig                         | deutscher Philologe und Pädagoge, Begründer der Neuphilologie                                  | 72    |       |
| 17. Januar | Étienne Marilley                      | Schweizer römisch-katholischer Geistlicher und Bischof von Lausanne-Genf                       | 84    |       |
| 17. Januar | Juan Montalvo                         | ecuadorianischer Schriftsteller, Essayist und Journalist                                       | 56    |       |
| 17. Januar | Carl Stör                             | deutscher Violinist                                                                            | 74    |       |
| 17. Januar | Daniel Straub                         | deutscher Metallwarenfabrikant                                                                 | 73    |       |
| 19. Januar | James H. MacDonald                    | US-amerikanischer Politiker                                                                    | 56    |       |
| 19. Januar | Ranald Slidell MacKenzie              | General der US-Armee                                                                           | 48    |       |
| 19. Januar | Alexander von Monts                   | deutscher Admiral                                                                              | 56    |       |
| 20. Januar | Samuel Bachofen                       | Basler Grossrat, Schweizer Oberst                                                              | 82    |       |
| 20. Januar | Karl Friedrich Werner Nasse           | deutscher Psychiater                                                                           | 66    |       |
| 21. Januar | Friedrich Karl Elze                   | deutscher Anglist und Shakespeareforscher                                                      | 67    |       |
| 21. Januar | Wilhelm Schott                        | deutscher Orientalist, Sinologe und Finnougrist                                                | 86    |       |
| 22. Januar | John Whetton Ehninger                 | US-amerikanischer Maler und Illustrator                                                        | 61    |       |
| 22. Januar | Carlo Pellegrini                      | italienischer Karikaturist                                                                     | 49    |       |
| 22. Januar | Carl Preen                            | deutscher Sozialreformer und Hüttendirektor                                                    | 64    |       |
| 23. Januar | James Nelson Burnes                   | US-amerikanischer Politiker                                                                    | 61    |       |
| 23. Januar | Alexandre Cabanel                     | französischer Maler                                                                            | 65    |       |
| 23. Januar | Ignacy Domeyko                        | polnischer Geologe                                                                             | 86    |       |
| 23. Januar | Wilhelm Theodor Grillo                | deutscher Unternehmer                                                                          | 69    |       |
| 23. Januar | Josef Julius Straßmann                | deutscher Theaterschauspieler                                                                  | 66    |       |
| 23. Januar | Hendrikus Octavius Wichers            | niederländischer Marineoffizier und Politiker                                                  | 57    |       |
| 24. Januar | Ernst Rudolph von Trautvetter         | deutscher Botaniker                                                                            | 79    |       |
| 24. Januar | Bernhard Westermann                   | deutsch-amerikanischer Verleger                                                                | 74    |       |
| 25. Januar | Ernst Gossler                         | deutscher Jurist                                                                               | 82    |       |
| 26. Januar | Lodewijk Willem Ernst Rauwenhoff      | niederländischer reformierter Theologe und Kirchenhistoriker                                   | 60    |       |
| 26. Januar | William Buell Richards                | kanadischer Richter und Politiker, Vorsitzender des Obersten Gerichtshofes                     | 73    |       |
| 27. Januar | Johann Gustav Fischer                 | deutscher Herpetologe, Ichthyologe und Politiker                                               | 69    |       |
| 27. Januar | Franz Peter Knoodt                    | deutscher Philosoph                                                                            | 77    |       |
| 27. Januar | Johann Friedrich Wundt                | badischer Landtagsabgeordneter                                                                 | 67    |       |
| 28. Januar | Đồng Khánh                            | vietnamesischer Kaiser, neunter Kaiser der Nguyễn-Dynastie (1885–1889)                         | 24    |       |
| 28. Januar | Anna von Szent-Ivanyi                 | pfälzische Adelige und Weingutsbesitzerin                                                      | 92    |       |
| 29. Januar | Giuseppe Meneghini                    | italienischer Mediziner, Paläontologe und Autor                                                | 77    |       |
| 29. Januar | Ossip Zetkin                          | russischer Revolutionär                                                                        |       |       |
| 30. Januar | Rudolf von Österreich-Ungarn          | Thronfolger von Österreich-Ungarn                                                              | 30    |       |
| 30. Januar | Mary Vetsera                          | österreichische Adlige, starb zusammen mit Kronprinz Rudolf                                    | 17    |       |
| 31. Januar | Rudolf Johann von Brudermann          | österreichischer Offizier, zuletzt im Range eines Generalmajors                                | 78    |       |
| 31. Januar | Heinrich Förster                      | österreichischer Architekt und Stadtbaumeister                                                 | 56    |       |
| 31. Januar | Guðbrandur Vigfússon                  | isländischer Gelehrter                                                                         | 61    |       |
| 31. Januar | Eduard von Oppersdorff                | deutscher Majoratsherr und Politiker, MdR                                                      | 88    |       |
| 31. Januar | James Lambdin                         | US-amerikanischer Porträtmaler, Museumsdirektor und Kunstpädagoge                              | 81    |       |
| 31. Januar | Carl Anton Wetterbergh                | schwedischer Schriftsteller und Arzt                                                           | 84    |       |
| 31. Januar | August Lenk von Wolfsberg             | österreichischer Diplomat                                                                      | 67    |       |

## Februar
| Tag         | Name                                  | Beruf, bekannt als                                                                             | Alter | Beleg |
| ----------- | ------------------------------------- | ---------------------------------------------------------------------------------------------- | ----- | ----- |
| 1. Februar  | Josef Gung’l                          | ungarischer Komponist                                                                          | 79    |       |
| 1. Februar  | Paul Janett                           | Schweizer Jurist, Kameralist und Politiker                                                     | 78    |       |
| 1. Februar  | Carl Leverkus                         | deutscher Chemieunternehmer                                                                    | 84    |       |
| 1. Februar  | Friedrich Georg Lebrecht Strippelmann | deutscher Jurist und Archivar                                                                  | 84    |       |
| 2. Februar  | Heinrich Averbeck                     | praktischer Arzt und Kurarzt, gilt als Begründer der physikalischen Heilmethoden               | 44    |       |
| 2. Februar  | Wilhelm Prinzhofer                    | österreichischer Kaufmann und Politiker, Landtagsabgeordneter                                  | 63    |       |
| 3. Februar  | Belle Starr                           | US-amerikanische Räuberbraut                                                                   | 40    |       |
| 3. Februar  | Ludwig von Ysenburg-Philippseich      | bayerischer Generalleutnant und Kommandant von München                                         | 73    |       |
| 4. Februar  | Franz von Holtzendorff                | deutscher Rechtswissenschaftler                                                                | 59    |       |
| 4. Februar  | Theophil Magdzinski                   | deutsch-polnischer Politiker, MdR                                                              | 70    |       |
| 4. Februar  | William Matthew Merrick               | US-amerikanischer Jurist und Politiker                                                         | 70    |       |
| 4. Februar  | Gustav von Pohland                    | deutscher Jurist                                                                               | 86    |       |
| 5. Februar  | Ole Jacob Broch                       | norwegischer Wissenschaftler und Politiker, Mitglied des Storting                              | 71    |       |
| 5. Februar  | Jean Gaberel                          | Schweizer evangelischer Geistlicher und Hochschullehrer                                        | 78    |       |
| 6. Februar  | Johann Jakob Sprüngli                 | Schweizer Pfarrer und Liederkomponist                                                          | 87    |       |
| 7. Februar  | Valentin Manheimer                    | deutscher Konfektionär                                                                         | 73    |       |
| 8. Februar  | Samuel Newell Bell                    | US-amerikanischer Politiker                                                                    | 59    |       |
| 8. Februar  | August George-Mayer                   | österreichischer Maler                                                                         | 54    |       |
| 8. Februar  | Levi A. Mackey                        | US-amerikanischer Politiker                                                                    | 69    |       |
| 8. Februar  | Louis Meyer                           | deutscher Kaufmann und Senator                                                                 | 86    |       |
| 9. Februar  | Thuiskon Emil Hauptner                | deutscher Komponist und Musikpädagoge                                                          | 67    |       |
| 9. Februar  | Peter Lalor                           | australischer Politiker, Hauptanführer der Eureka Stockade-Rebellion                           | 62    |       |
| 9. Februar  | Jean-Baptiste Pitra                   | französischer Geistlicher, Kirchenhistoriker und Kardinal                                      | 76    |       |
| 9. Februar  | Ludwig Karl Eduard Schneider          | Politiker und Botaniker                                                                        | 79    |       |
| 10. Februar | Carl August Erler                     | deutscher Mathematiker                                                                         | 68    |       |
| 10. Februar | Bernhard Hartenstein                  | deutscher Verwaltungsjurist                                                                    | 48    |       |
| 10. Februar | Théodore Piguet                       | Schweizer Jurist und Politiker                                                                 | 72    |       |
| 11. Februar | Wilhelm Lesser                        | Beamter, Bahnvorstand und Politiker                                                            | 76    |       |
| 11. Februar | Henri Lutteroth                       | deutsch-französischer evangelischer Publizist                                                  | 87    |       |
| 12. Februar | John Call Dalton                      | US-amerikanischer Physiologe                                                                   | 64    |       |
| 12. Februar | Mori Arinori                          | japanischer Politiker                                                                          | 41    |       |
| 13. Februar | Rudolf Bucher                         | deutscher Jurist und Politiker                                                                 | 62    |       |
| 13. Februar | João Maurício Wanderley               | brasilianischer Politiker, Premierminister                                                     | 73    |       |
| 14. Februar | Franz von Erlach                      | Schweizer Jurist, Offizier und Autor                                                           | 69    |       |
| 14. Februar | Felix Streccius                       | preußischer Generalmajor                                                                       | 55    |       |
| 15. Februar | Ernst Heinrich von Dechen             | deutscher Bergbaukundler und Geologe, Professor und Oberberghauptmann                          | 88    |       |
| 15. Februar | Friedrich von der Decken              | preußischer Generalmajor                                                                       | 64    |       |
| 15. Februar | Max von Prollius                      | deutscher Politiker und Diplomat, mecklenburgischer Minister und Gesandter                     | 62    |       |
| 16. Februar | Thomas Baldwin Peddie                 | US-amerikanischer Politiker                                                                    | 81    |       |
| 16. Februar | James M. Pendleton                    | US-amerikanischer Politiker                                                                    | 67    |       |
| 16. Februar | António Soares dos Reis               | portugiesischer Bildhauer                                                                      | 41    |       |
| 16. Februar | Fritz Tillisch                        | dänischer Jurist, Gutsherr und Politiker, Mitglied des Folketing, Minister                     | 87    |       |
| 17. Februar | Emil Remigius Frey                    | Schweizer Politiker                                                                            | 85    |       |
| 17. Februar | Ludwig Haniel                         | deutscher Unternehmer                                                                          | 71    |       |
| 17. Februar | Carl Peter Matthias Lüdemann          | deutscher Theologe                                                                             | 83    |       |
| 17. Februar | Cornelius Trimborn                    | deutscher Jurist und Politiker (Zentrum), MdR                                                  | 65    |       |
| 19. Februar | Vincenz von Abele                     | k. u. k. Feldzeugmeister                                                                       | 75    |       |
| 20. Februar | Sextus Otto Lindberg                  | schwedischer Arzt und Bryologe                                                                 | 53    |       |
| 20. Februar | Franz von Mendelssohn                 | deutscher Bankier                                                                              | 60    |       |
| 20. Februar | Johann Wilhelm Preyer                 | deutscher Maler                                                                                | 85    |       |
| 20. Februar | Bernhard von Rochow                   | sächsischer Gutsbesitzer und Politiker, Mitglied in der Ersten Kammer des Sächsischen Landtags | 81    |       |
| 21. Februar | Wilhelm Gaß                           | protestantischer Theologe, Philosoph und Hochschullehrer                                       | 75    |       |
| 21. Februar | Bernhard Weißenborn                   | deutscher Zoologe                                                                              | 30    |       |
| 21. Februar | Francis Wharton                       | US-amerikanischer Jurist, Pfarrer und Autor                                                    | 68    |       |
| 22. Februar | John G. Breslin                       | US-amerikanischer Politiker                                                                    |       |       |
| 22. Februar | Hermann von Görtz-Wrisberg            | Jurist, Finanzfachmann, Politiker und braunschweigischer Staatsminister                        | 69    |       |
| 23. Februar | Christian August Berkholz             | deutsch-baltischer Geistlicher und Pädagoge                                                    | 83    |       |
| 24. Februar | Philip Henry Delamotte                | britischer Fotograf, Illustrator und Maler                                                     | 67    |       |
| 24. Februar | Alexander von Kotzebue                | deutsch-russischer Schlachtenmaler der Romantik                                                | 73    |       |
| 25. Februar | Edwin Benckiser                       | badischer Jurist und Politiker                                                                 | 79    |       |
| 25. Februar | Charles Du Cane                       | britischer Politiker, Abgeordneter des House of Commons, Gouverneur von Tasmanien              | 63    |       |
| 25. Februar | Orlando Gortzitza                     | deutscher Philologe                                                                            | 77    |       |
| 25. Februar | Carlo Sacconi                         | italienischer Bischof, Kardinalbischof und Kardinaldekan                                       | 80    |       |
| 26. Februar | Karl Juljewitsch Dawidow              | russischer Komponist, Dirigent, Cellist und Musikpädagoge                                      | 50    |       |
| 26. Februar | Paula Montal Fornés                   | spanische Ordensgründerin und Heilige der katholischen Kirche                                  | 89    |       |
| 26. Februar | Josef Pfundheller                     | österreichischer Schriftsteller, Dramatiker und Journalist                                     | 75    |       |
| 26. Februar | Ludwig von Rohden                     | deutscher Theologe und Missionsinspektor                                                       | 73    |       |
| 27. Februar | John W. Johnston                      | US-amerikanischer Politiker                                                                    | 70    |       |
| 27. Februar | August Krohn                          | deutscher Philosophiehistoriker                                                                | 48    |       |
| 27. Februar | Alexander Pollack von Klumberg        | österreichischer Offizier                                                                      | 67    |       |

## März
| Tag      | Name                                        | Beruf, bekannt als                                                                                             | Alter | Beleg |
| -------- | ------------------------------------------- | --- | ----- | ----- |
| 1. März  | Adam John Glossbrenner                      | US-amerikanischer Politiker                                                                                    | 78    |       |
| 1. März  | Carl Mittell                                | österreichischer Theaterschauspieler                                                                           | 64    |       |
| 1. März  | William Henry Monk                          | englischer Kirchenmusiker, Dozent und Komponist                                                                | 65    |       |
| 2. März  | Heinrich Breitinger                         | Schweizer Literaturhistoriker und Philologe                                                                    | 56    |       |
| 2. März  | Friedrich Ludwig Niemann                    | deutscher Industrieller                                                                                        | 82    |       |
| 2. März  | Ludwik Waryński                             | polnischer Politiker                                                                                           | 32    |       |
| 3. März  | Gabriel von Herbert-Rathkeal                | österreichisch-ungarischer Diplomat                                                                            | 56    |       |
| 3. März  | Henry S. Magoon                             | US-amerikanischer Politiker                                                                                    | 57    |       |
| 3. März  | Marie Charlotte Neviandt                    | Ehefrau des freikirchlichen Theologen Heinrich Neviandt                                                        | 62    |       |
| 3. März  | Richard Peacock                             | englischer Ingenieur und Parlamentsabgeordneter und einer der Gründer des Lokomotivenherstellers Beyer-Peacock | 68    |       |
| 5. März  | Johann Georg Eccarius                       | deutscher Schneider, Mitglied des Bundes der Kommunisten, Mitglied des Generalrates der Ersten Internationale  | 70    |       |
| 5. März  | Richard Gscheidlen                          | deutscher Physiologe und Hochschullehrer                                                                       | 47    |       |
| 5. März  | Karl Emanuel Klitzsch                       | deutscher Organist, Komponist und Musikschriftsteller                                                          | 76    |       |
| 6. März  | Andrew Oliver                               | US-amerikanischer Jurist und Politiker                                                                         | 74    |       |
| 7. März  | Charles Martins                             | französischer Botaniker und Naturforscher                                                                      | 83    |       |
| 8. März  | John Ericsson                               | schwedischer Ingenieur                                                                                         | 85    |       |
| 8. März  | Edward Daniel Johnson                       | englischer Uhr- und Chronometermacher                                                                          |       |       |
| 8. März  | Anton Romako                                | österreichischer Maler                                                                                         | 56    |       |
| 9. März  | Paolo Ferrari                               | italienischer Lustspieldichter                                                                                 | 66    |       |
| 9. März  | William Nassau Lees                         | britischer Orientalist, Offizier und Historiker                                                                | 64    |       |
| 9. März  | Georg Pfahler                               | deutscher katholischer Priester und Abgeordneter                                                               | 72    |       |
| 9. März  | Richard W. Townshend                        | US-amerikanischer Politiker                                                                                    | 48    |       |
| 9. März  | Friedrich zu Ysenburg und Büdingen-Meerholz | hessischer Standesherr und Parlamentarier                                                                      | 41    |       |
| 10. März | Hubert Beckers                              | deutscher Philosoph                                                                                            | 82    |       |
| 10. März | Antonio Trueba                              | spanischer Schriftsteller                                                                                      | 69    |       |
| 10. März | Yohannes IV.                                | Kaiser von Äthiopien (1871–1889)                                                                               |       |       |
| 10. März | Emil Zschokke                               | Schweizer Pfarrer und Schriftsteller                                                                           | 80    |       |
| 11. März | Ernst Hermann Arndt                         | deutscher Baumeister, Professor an der Baugewerkenschule zu Dresden                                            | 81    |       |
| 11. März | Benjamin Franklin Baker                     | US-amerikanischer Komponist                                                                                    | 77    |       |
| 11. März | Karl Deschmann                              | Politiker, Archäologe und Naturwissenschaftler                                                                 | 68    |       |
| 11. März | Samuel Carter Hall                          | irischer Schriftsteller                                                                                        | 88    |       |
| 12. März | John Archibald Campbell                     | US-amerikanischer Jurist und demokratischer Politiker                                                          | 77    |       |
| 12. März | Julius von Pastau                           | deutscher Arzt                                                                                                 | 75    |       |
| 13. März | Benjamin Jaurès                             | französischer Admiral                                                                                          | 66    |       |
| 13. März | Enrico Tamberlik                            | italienischer Operntenor                                                                                       | 68    |       |
| 13. März | Felice Varesi                               | italienischer Bariton                                                                                          |       |       |
| 13. März | Josef Franz von Weckert                     | deutscher Geistlicher, katholischer Bischof von Passau                                                         | 66    |       |
| 14. März | Moses W. Field                              | US-amerikanischer Politiker                                                                                    | 61    |       |
| 14. März | Adonijah Welch                              | US-amerikanischer Politiker                                                                                    | 67    |       |
| 15. März | Auguste Paul Charles Anastasi               | französischer Landschaftsmaler und Lithograf                                                                   | 68    |       |
| 16. März | Bartolomeo Cecchetti                        | Direktor des Staatsarchivs in Venedig                                                                          | 50    |       |
| 16. März | Ernst Wilhelm Leberecht Tempel              | Astronom und Lithograf                                                                                         | 67    |       |
| 17. März | Theodor Engelmann                           | deutsch-amerikanischer Rechtsanwalt und Zeitungsverleger                                                       | 80    |       |
| 17. März | Hugo Haelschner                             | deutscher Rechtswissenschaftler                                                                                | 71    |       |
| 17. März | Carl Schubart                               | deutscher Maler und Lithograf                                                                                  | 68    |       |
| 18. März | Flóris Rómer                                | ungarischer katholischer Geistlicher, Archäologe und Historiker                                                | 73    |       |
| 20. März | Ilija Hranilović                            | Bischof von Križevci                                                                                           | 38    |       |
| 20. März | Albrecht Ritschl                            | evangelischer Theologe                                                                                         | 66    |       |
| 20. März | Ludwig Walesrode                            | revolutionärer deutscher Journalist                                                                            | 78    |       |
| 21. März | August von Pettenkofen                      | österreichischer Maler und Illustrator                                                                         | 66    |       |
| 22. März | Karl Friedrich Ebert                        | deutscher Rittergutsbesitzer, Industrieller und Politiker, MdR                                                 | 51    |       |
| 22. März | Hermann Theodor Geyler                      | deutscher Paläobotaniker und Botaniker                                                                         | 54    |       |
| 21. März | Johann Philipp Glökler                      | württembergischer Pädagoge, Lyriker und Literaturhistoriker                                                    | 70    |       |
| 22. März | Stanley Matthews                            | US-amerikanischer Jurist und Politiker (Republikanische Partei)                                                | 64    |       |
| 22. März | Pjotr Andrejewitsch Schuwalow               | russischer Graf, Staatsmann und Militär                                                                        | 61    |       |
| 22. März | Samson Vuilleumier                          | Schweizer evangelischer Geistlicher und Hochschullehrer                                                        | 84    |       |
| 23. März | Xavier Schlögl                              | belgischer Komponist                                                                                           | 34    |       |
| 24. März | Franz von Alten                             | deutscher Offizier, MdR                                                                                        | 76    |       |
| 24. März | August Danzel                               | deutscher Chirurg                                                                                              | 66    |       |
| 24. März | Franciscus Cornelis Donders                 | niederländischer Physiologe und Wegbereiter auf dem Gebiet der Augenheilkunde                                  | 70    |       |
| 24. März | Moritz von Hanau-Hořovice                   | Sohn des Kurfürsten Friedrich Wilhelm I. von Hessen-Kassel                                                     | 54    |       |
| 24. März | Friedrich Wilhelm Rogge                     | deutscher Dichter                                                                                              | 80    |       |
| 25. März | Hugo Friedrich Fries                        | deutscher Richter, MdR                                                                                         | 71    |       |
| 25. März | Daniel Cornelius Gesell                     | deutscher Maler und Lithograf                                                                                  | 66    |       |
| 26. März | Julius von Bönninghausen                    | deutscher Jurist und Politiker, MdR                                                                            | 53    |       |
| 26. März | Wilhelm von Breithaupt                      | deutscher Offizier                                                                                             | 79    |       |
| 26. März | Anton Haupt                                 | deutscher Politiker (NLP), MdR, Bürgermeister von Wismar                                                       | 62    |       |
| 26. März | John R. Neal                                | US-amerikanischer Politiker                                                                                    | 52    |       |
| 26. März | Theodor Steinweg                            | deutsch-amerikanischer Musikinstrumentenbauer                                                                  | 63    |       |
| 26. März | Karl von Varnbüler                          | deutscher Politiker, MdR                                                                                       | 79    |       |
| 27. März | John Bright                                 | britischer Politiker                                                                                           | 77    |       |
| 27. März | Moritz Fürstenau                            | deutscher Flötist und Musikhistoriker                                                                          | 64    |       |
| 27. März | Peter P. Mahoney                            | US-amerikanischer Politiker                                                                                    | 40    |       |
| 27. März | Ludwig Noiré                                | deutscher Philosoph und Gymnasiallehrer                                                                        | 60    |       |
| 28. März | Friedrich von Krafft-Ebing                  | badischer Oberamtmann und Vater des Psychiaters Richard von Krafft-Ebing                                       | 81    |       |
| 28. März | John Swinburne                              | US-amerikanischer Politiker                                                                                    | 68    |       |
| 29. März | Gustav von Mühlbauer                        | bayerischer Generalmajor                                                                                       | 72    |       |
| 30. März | James Schön                                 | deutscher Missionar und Sprachwissenschaftler                                                                  |       |       |
| 30. März | Kaspar Wetli                                | Schweizer Ingenieur                                                                                            | 66    |       |
| 31. März | Hans von Zedlitz-Leipe                      | deutscher Verwaltungsbeamter und Rittergutsbesitzer                                                            | 55    |       |

## April
| Tag       | Name                              | Beruf, bekannt als | Alter | Beleg |
| --------- | --------------------------------- | --- | ----- | ----- |
| 1. April  | Theodorus Jorissen                | niederländischer Historiker | 56    |       |
| 1. April  | Hugo Wilhelm Arthur Nahl          | deutsch-US-amerikanischer Maler, Photograph und Lithograph                                                                            |       |       |
| 2. April  | Hans Max Philipp von Beust        | deutscher Bergwerksdirektor | 68    |       |
| 3. April  | Victor Antoine Signoret           | französischer Entomologe | 72    |       |
| 3. April  | Fredéric Armand Strubberg         | deutscher Amerikareisender und Schriftsteller                                                                                         | 83    |       |
| 4. April  | Gisela von Arnim                  | deutsche Schriftstellerin | 61    |       |
| 4. April  | Arthur von Gayl                   | preußischer Generalmajor | 61    |       |
| 4. April  | Eugen von Keyserling              | deutsch-baltischer Forschungsreisender und Arachnologe                                                                                | 57    |       |
| 4. April  | Laurits Albert Winstrup           | dänischer Architekt und Bauinspektor                                                                                                  | 74    |       |
| 5. April  | William Hann                      | britisch-stämmiger Entdeckungsreisender in Australien                                                                                 | 52    |       |
| 6. April  | Ludovica Hesekiel                 | deutsche Schriftstellerin | 41    |       |
| 6. April  | Auguste von Hessen                | Duchess of Cambridge, Vizekönigin von Hannover                                                                                        | 91    |       |
| 6. April  | Frederick Ouseley                 | englischer Musikgelehrter, Organist (Kirchenmusiker) und Komponist                                                                    | 63    |       |
| 6. April  | Wilhelm Vatke                     | deutscher Botaniker | 39    |       |
| 7. April  | Paul Du Bois-Reymond              | deutscher Mathematiker | 57    |       |
| 7. April  | Viktor von Ponickau               | Landrat des preußischen Kreises Zeitz                                                                                                 | 80    |       |
| 7. April  | Ludwig von Schlotheim             | preußischer Kavalleriegeneral | 70    |       |
| 7. April  | Ernst August Otto Versmann        | deutscher Apotheker und Fabrikant | 65    |       |
| 8. April  | Jean-Baptiste Arban               | französischer Komponist und Professor                                                                                                 | 64    |       |
| 8. April  | Eduard Baumstark                  | deutscher Volkswirt, Agrarwissenschaftler                                                                                             | 82    |       |
| 8. April  | Karl von Beaulieu-Marconnay       | Diplomat, Schriftsteller und Kulturhistoriker                                                                                         | 77    |       |
| 8. April  | Heinrich Coupienne                | deutscher Lederfabrikant und Bergwerksbesitzer                                                                                        | 78    |       |
| 8. April  | Gustav von Lauer                  | preußischer Sanitätsoffizier und Arzt                                                                                                 | 80    |       |
| 9. April  | Eugène Chevreul                   | französischer Chemiker und der Begründer der modernen Theorie der Pigmente                                                            | 102   |       |
| 9. April  | Andrew Charles Elliott            | kanadischer Politiker |       |       |
| 9. April  | Wilhelm Giese                     | deutscher Jurist und Bürgermeister von Rostock                                                                                        | 72    |       |
| 11. April | William P. Cutler                 | US-amerikanischer Politiker | 76    |       |
| 11. April | Leonard J. Farwell                | US-amerikanischer Politiker | 70    |       |
| 11. April | Wilhelm Fleiner                   | deutscher Politiker und Apotheker | 60    |       |
| 11. April | Émile de Najac                    | französischer Librettist | 60    |       |
| 11. April | Herman van der Wijck              | niederländischer Kolonialbeamter | 73    |       |
| 12. April | Robert Dunsmuir                   | schottisch-kanadischer Unternehmer und Politiker                                                                                      | 63    |       |
| 12. April | Gustav Adolf Schön                | deutscher Unternehmer, Spekulant und Politiker (NLP), MdR                                                                             | 54    |       |
| 12. April | Johann Baptist Tafrathshofer      | deutscher römisch-katholischer Priester, Pädagoge und Schriftsteller                                                                  | 74    |       |
| 13. April | Johannes Bernhard Brinkmann       | deutscher Theologe und katholischer Bischof                                                                                           | 76    |       |
| 13. April | Edmund Hottenroth                 | deutscher Landschaftsmaler der Spätromantik                                                                                           | 84    |       |
| 13. April | John Palmer Usher                 | US-amerikanischer Politiker | 73    |       |
| 14. April | Simeon B. Chittenden              | amerikanischer Politiker | 75    |       |
| 14. April | Theodor Jachimowicz               | österreichischer Theatermaler | 89    |       |
| 14. April | Johann Josef Kirchner             | österreichischer Illustrator und Landschaftsmaler                                                                                     | 42    |       |
| 14. April | Johann Urban Kym                  | Schweizer Politiker | 83    |       |
| 14. April | Georges Frédéric Roskopf          | deutsch-schweizerischer Uhrmacher | 75    |       |
| 14. April | Joseph Philipp von Stichaner      | deutscher Verwaltungsjurist und Bezirkspräsident des Unterelsass                                                                      | 50    |       |
| 15. April | Franz Fröhlich                    | österreichischer Architekt | 65    |       |
| 15. April | Damian de Veuster                 | Ordenspriester, Heiliger | 49    |       |
| 16. April | Wilhelm Mussehl                   | deutsch-amerikanischer lutherischer Geistlicher, Naturforscher, Mitglied der Mecklenburgischen Abgeordnetenversammlung und Journalist | 85    |       |
| 16. April | Robert von Prittwitz und Gaffron  | preußischer Regierungspräsident in Schlesien                                                                                          | 82    |       |
| 16. April | Louis Ulbach                      | französischer Schriftsteller und Journalist                                                                                           | 67    |       |
| 17. April | August Bramm                      | Oberbürgermeister von Gießen | 59    |       |
| 17. April | Franz Ram                         | österreichischer Stadtbaumeister | 76    |       |
| 17. April | Jácint János Rónay                | ungarischer Bischof und Journalist | 74    |       |
| 17. April | Jan ten Doornkaat Koolman         | deutscher Unternehmer, Pomologe und Politiker (NLP), MdR                                                                              | 73    |       |
| 18. April | Giuseppe Faà di Bruno             | italienischer Geistlicher | 74    |       |
| 18. April | Maximilian von Steinsdorf         | bayerischer Generalmajor | 80    |       |
| 19. April | Georg Friedrich Metzler           | Bankier und Politiker der Freien Stadt Frankfurt                                                                                      | 83    |       |
| 19. April | Warren De La Rue                  | britischer Chemiker, Erfinder und Amateurastronom                                                                                     | 74    |       |
| 19. April | Andreas Rudolf von Planta         | Schweizer Jurist, Unternehmer und Politiker                                                                                           | 69    |       |
| 19. April | Heinrich Steiner                  | Schweizer Philologe, Alttestamentler und Hochschullehrer                                                                              | 48    |       |
| 20. April | Emile de Meester de Ravestein     | belgischer Botschafter | 76    |       |
| 21. April | Sebastián Lerdo de Tejada         | Präsident der Republik Mexiko | 65    |       |
| 21. April | George Stott                      | englischer Missionar | 54    |       |
| 22. April | Iwan Petrowitsch Larionow         | russischer Komponist | 59    |       |
| 22. April | Oswald Lorenz                     | deutscher Musikschriftsteller und Komponist                                                                                           | 82    |       |
| 22. April | Daniel Morris                     | US-amerikanischer Jurist und Politiker                                                                                                | 77    |       |
| 22. April | Władysław Plater                  | polnisch-litauischer Graf | 80    |       |
| 22. April | Hermann Wagener                   | deutscher Chefredakteur, preußischer Ministerialbeamter und Politiker (Deutschkonservative Partei), MdR                               | 74    |       |
| 23. April | Jules Amédée Barbey d’Aurevilly   | französischer Schriftsteller | 80    |       |
| 23. April | Ernst Julius Engelhardt           | deutscher Schauspieler |       |       |
| 23. April | Franz Herz                        | deutscher Schauspieler | 71    |       |
| 23. April | Marx Löwenstein                   | deutsch-US-amerikanischer Multimillionär                                                                                              | 64    |       |
| 23. April | Alexander Petzholdt               | deutscher Agrarwissenschaftler | 79    |       |
| 23. April | James Weir                        | schottischer Fußballspieler | 37    |       |
| 24. April | Heinrich Burmester                | niederdeutscher Schriftsteller | 49    |       |
| 24. April | Salomon Formstecher               | deutscher Reformrabbiner | 80    |       |
| 24. April | Matilda Gelhaar                   | schwedische Opernsängerin (Koloratursopran)                                                                                           | 74    |       |
| 24. April | Karl Wartenburg                   | deutscher Schriftsteller und Politiker                                                                                                | 62    |       |
| 25. April | August von Bernuth                | preußischer Jurist und Politiker, MdR                                                                                                 | 81    |       |
| 25. April | E. John Ellis                     | US-amerikanischer Politiker | 48    |       |
| 27. April | Frederick Augustus Porter Barnard | US-amerikanischer Mathematiker, Kartograph und Naturwissenschaftler                                                                   | 79    |       |
| 28. April | Ludwig Schwarz                    | deutscher Wollfärber und Politiker (FP, DFP), MdR                                                                                     | 70    |       |
| 29. April | Karl Adolf Huber                  | Schweizer Politiker | 77    |       |
| 29. April | Friedrich Ferdinand Löwe          | deutscher Schriftsteller, Bibliothekar und Übersetzer                                                                                 | 79    |       |
| 29. April | Josef Werndl                      | österreichischer Waffenproduzent | 58    |       |
| 30. April | Christen Thomsen Barfoed          | dänischer Chemiker | 73    |       |
| 30. April | William Henry Barnum              | US-amerikanischer Politiker und Industrieller                                                                                         | 70    |       |
| 30. April | Karl Ehmann                       | deutscher Ingenieur | 61    |       |
| 30. April | Ignaz von Kolisch                 | österreichisch-ungarischer Schachspieler                                                                                              | 52    |       |
| 30. April | Carl Rosa                         | britischer Dirigent und Theaterintendant deutscher Abstammung                                                                         | 47    |       |

## Mai
| Tag     | Name                                         | Beruf, bekannt als                                                                                                  | Alter | Beleg |
| ------- | -------------------------------------------- | --- | ----- | ----- |
| 1. Mai  | Heinrich Adolph Meyer                        | deutscher Meeresforscher, Fabrikant und Politiker, MdR                                                              | 66    |       |
| 1. Mai  | Robert Walter Weir                           | US-amerikanischer Maler und Kunstpädagoge                                                                           | 85    |       |
| 2. Mai  | Otto von Königsmarck                         | Oberpräsident und Landesminister                                                                                    | 74    |       |
| 2. Mai  | Louis Müller                                 | deutscher Unternehmer und Politiker                                                                                 | 77    |       |
| 2. Mai  | Antoni Rovira i Trias                        | spanischer Architekt des katalanischen Modernismus                                                                  | 72    |       |
| 3. Mai  | Karl Wilhelm von Dietrich                    | Bürgermeister der Stadt Troppau, Abgeordneter im Schlesischen Landtag und Mitglied des österreichischen Reichsrates | 77    |       |
| 4. Mai  | Albert Bowman Rogers                         | US-amerikanischer Vermesser und Entdecker des Rogers Pass                                                           | 59    |       |
| 5. Mai  | Justus Bostelmann                            | deutscher Landwirt, Kaufmann und Politiker, MdR                                                                     | 74    |       |
| 5. Mai  | Julius Steiner                               | deutscher Schauspieler, Regisseur und Hoftheaterdirektor                                                            | 72    |       |
| 6. Mai  | Heinrich Gustav Reichenbach                  | deutscher Botaniker                                                                                                 | 65    |       |
| 7. Mai  | Adolph Sierich                               | deutscher Goldschmied und Großgrundbesitzer in Hamburg                                                              | 63    |       |
| 7. Mai  | Konrad Zitelmann                             | deutscher Verwaltungsbeamter, Versicherungsmanager und Schriftsteller                                               | 74    |       |
| 8. Mai  | August Roth                                  | deutscher Forstmann                                                                                                 | 65    |       |
| 10. Mai | Johann Matthias Firmenich-Richartz           | Germanist und Dichter                                                                                               | 80    |       |
| 10. Mai | Johannes Guittienne                          | deutscher Politiker                                                                                                 | 80    |       |
| 10. Mai | Michail Jewgrafowitsch Saltykow-Schtschedrin | russischer Schriftsteller und Satiriker                                                                             | 63    |       |
| 10. Mai | Máximo Santos                                | Präsident Uruguays                                                                                                  | 42    |       |
| 11. Mai | Lyman K. Bass                                | US-amerikanischer Politiker                                                                                         | 52    |       |
| 11. Mai | John Cadbury                                 | britischer Unternehmer, Gründer der Cadbury Limited                                                                 | 87    |       |
| 11. Mai | Henry A. Foster                              | US-amerikanischer Jurist und Politiker                                                                              | 89    |       |
| 11. Mai | James Maybrick                               | englischer Baumwollhändler, wurde fälschlich als Jack the Ripper identifiziert                                      | 50    |       |
| 13. Mai | Emilie Turecek                               | Wiener Volkssängerin                                                                                                | 42    |       |
| 13. Mai | Siegmund Warburg                             | deutscher Bankier                                                                                                   | 54    |       |
| 14. Mai | Samuel Brannan                               | US-amerikanischer Siedler, Geschäftsmann, Journalist und erster Millionär im Kalifornischen Goldrausch              | 70    |       |
| 14. Mai | Eduardo Coelho                               | portugiesischer Schriftsetzer und Journalist                                                                        | 54    |       |
| 14. Mai | Friedrich Wilhelm von Hanau                  | Sohn des Kurfürsten Friedrich Wilhelm I. von Hessen-Kassel                                                          | 56    |       |
| 14. Mai | August Ludwig Hausmann                       | deutscher Jurist und Politiker (DFP), MdR                                                                           | 86    |       |
| 14. Mai | Samuel Hirsch                                | radikaler Reformrabbiner in Deutschland und Amerika                                                                 | 73    |       |
| 14. Mai | Volney Howard                                | US-amerikanischer Politiker                                                                                         | 79    |       |
| 14. Mai | Franz von Jagemann                           | Jurist und badischer Beamter                                                                                        |       |       |
| 14. Mai | Antonín Sokol                                | tschechischer Autor und Journalist                                                                                  | 41    |       |
| 15. Mai | Johann Jakob Baumann                         | Schweizer Pfarrer und Politiker                                                                                     | 64    |       |
| 16. Mai | Heinrich Deumeland                           | deutscher Autor | 67    |       |
| 17. Mai | August Freytag                               | deutscher Juwelier und Mäzen                                                                                        |       |       |
| 17. Mai | James Howard Harris, 3. Earl of Malmesbury   | britischer Staatsmann                                                                                               | 82    |       |
| 17. Mai | Marie von Preußen                            | Königin von Bayern                                                                                                  | 63    |       |
| 17. Mai | John L. N. Stratton                          | US-amerikanischer Politiker                                                                                         | 71    |       |
| 18. Mai | Anton Gemander                               | preußischer königlicher Amtmann                                                                                     |       |       |
| 18. Mai | Karl von Horn                                | preußischer Verwaltungsbeamter                                                                                      | 81    |       |
| 18. Mai | Alfred Józef Potocki                         | polnischer Adliger und österreichisch-ungarischer Politiker                                                         |       |       |
| 21. Mai | Gaston Planté                                | französischer Physiker und Paläontologe                                                                             | 55    |       |
| 22. Mai | Gustav Baur                                  | evangelischer Theologe                                                                                              | 72    |       |
| 22. Mai | Alexis von Haeseler                          | preußischer Major und Landrat                                                                                       | 88    |       |
| 22. Mai | Friedrich Sigismund Stern                    | deutschbaltischer Maler und Graphiker                                                                               | 76    |       |
| 22. Mai | William Wright                               | britischer Arabist                                                                                                  | 59    |       |
| 23. Mai | Georges Henri Halphen                        | französischer Mathematiker                                                                                          | 44    |       |
| 23. Mai | Carl Heinrich Sievers                        | Kaufmann und Senator der Hansestadt Lübeck                                                                          | 68    |       |
| 24. Mai | Anton Bernhardi                              | deutscher Arzt, Politiker und Erfinder                                                                              | 75    |       |
| 24. Mai | Laura Bridgman                               | taubblinde US-Amerikanerin                                                                                          | 59    |       |
| 24. Mai | Hermann Kauffmann                            | deutscher Maler und Lithograph                                                                                      | 80    |       |
| 25. Mai | August Breisky                               | deutsch-österreichischer Gynäkologe                                                                                 | 57    |       |
| 25. Mai | Karl Heym                                    | deutscher Mathematiker                                                                                              | 70    |       |
| 26. Mai | Joachim Zopfi                                | Schweizer Textilunternehmer in Ranica, Provinz Bergamo IT                                                           | 67    |       |
| 27. Mai | Carl Bozi                                    | Unternehmer | 80    |       |
| 27. Mai | Clément Broutin                              | französischer Komponist                                                                                             | 38    |       |
| 27. Mai | Carl Jessen                                  | deutscher Botaniker und Hochschullehrer in Greifswald                                                               | 67    |       |
| 27. Mai | Johann Lüben                                 | deutscher Landwirt und Politiker (DFP), MdR                                                                         | 68    |       |
| 28. Mai | John Hammond                                 | US-amerikanischer Politiker                                                                                         | 61    |       |
| 28. Mai | Julius von Roeder                            | preußischer Generalleutnant, Gouverneur der Festung Mainz                                                           | 81    |       |
| 28. Mai | Alexander von Warsberg                       | österreichischer Regierungsbeamter und Reiseschriftsteller                                                          | 53    |       |
| 29. Mai | Karl Buchholz                                | deutscher Landschaftsmaler                                                                                          | 40    |       |
| 29. Mai | Franz Schrotzberg                            | österreichischer Maler                                                                                              | 78    |       |
| 30. Mai | Friedrich Jacob Behrend                      | deutscher Mediziner, Oberarzt der Sittenpolizei in Berlin                                                           | 85    |       |
| 30. Mai | Silverio Franconetti                         | Flamenco-Sänger | 57    |       |
| 30. Mai | Edward James Gay                             | US-amerikanischer Politiker                                                                                         | 73    |       |
| 31. Mai | Horatius Bonar                               | schottischer Geistlicher und Dichter                                                                                | 80    |       |
| 31. Mai | Eugen Ferdinand von Homeyer                  | deutscher Ornithologe                                                                                               | 79    |       |
| 31. Mai | Julius von Oven                              | deutscher Verwaltungsbeamter                                                                                        | 60    |       |
| Mai     | Washington Irving Bishop                     | US-amerikanischer Mentalist und Gedankenleser                                                                       |       |       |

## Juni
| Tag      | Name                                | Beruf, bekannt als                                                                                   | Alter | Beleg |
| -------- | ----------------------------------- | --- | ----- | ----- |
| 1. Juni  | Carl Geyer                          | deutscher Entomologe und Kupferstecher                                                               | 87    |       |
| 1. Juni  | Jacob Lindner                       | deutscher Theatermeister, Architekt und herzoglicher Bauinspektor                                    | 78    |       |
| 2. Juni  | Carl Rumpff                         | deutscher Unternehmer, Teilhaber der Bayer AG und Berliner Mäzen                                     | 50    |       |
| 3. Juni  | Bernhard Förster                    | deutscher Gymnasiallehrer und antisemitischer Agitator                                               | 46    |       |
| 3. Juni  | Constantin Nordmann                 | deutscher Bauunternehmer und Architekt                                                               | 84    |       |
| 3. Juni  | Julius Alexander Schnars            | deutscher Kaufmann                                                                                   | 76    |       |
| 5. Juni  | Friedrich Wilhelm von Falkenhausen  | preußischer Generalleutnant                                                                          | 68    |       |
| 5. Juni  | John Hamilton Gray                  | kanadischer Politiker, Premierminister von New Brunswick                                             |       |       |
| 6. Juni  | Caspar Pfaudler                     | deutscher Braumeister und Mitbegründer der Pfaudler Werke                                            | 28    |       |
| 6. Juni  | Karl Albert Scherner                | deutscher Philosoph und Psychologe                                                                   | 63    |       |
| 7. Juni  | Karl Friedrich Wilhelm Koch         | deutscher Lehrer und Politiker (DFP), MdR                                                            | 58    |       |
| 7. Juni  | Anton Schiestl                      | österreichischer katholischer Priester und Sammler                                                   | 81    |       |
| 7. Juni  | Maria Theresia de Soubiran          | Ordensgründerin und Selige der römisch-katholischen Kirche                                           | 55    |       |
| 8. Juni  | Gerard Manley Hopkins               | britischer Lyriker und Jesuit                                                                        | 44    |       |
| 8. Juni  | Gustav Lipke                        | deutscher Jurist und Politiker (DFP), MdR                                                            | 69    |       |
| 8. Juni  | Paul Möbius                         | deutscher Schriftsteller und Pädagoge                                                                | 64    |       |
| 8. Juni  | Paul Urlinger                       | österreichischer Pfarrer und Orograph                                                                | 74    |       |
| 9. Juni  | Georg Otto von Wulffen              | preußischer General der Infanterie und Gouverneur des Invalidenhauses in Berlin                      | 76    |       |
| 10. Juni | Friedrich von Beust                 | großherzoglich-sächsischer Wirklicher Geheimer Rat, Kammerherr und Oberhofmarschall, Generalleutnant | 75    |       |
| 10. Juni | Giulio Tarra                        | italienischer Priester und Pädagoge                                                                  | 57    |       |
| 10. Juni | Robert Ultzmann                     | österreichischer Mediziner                                                                           | 47    |       |
| 12. Juni | Eduard Hallier                      | deutscher Architekt und Politiker                                                                    | 53    |       |
| 13. Juni | Daniel Bartels                      | deutscher Schriftsteller                                                                             | 70    |       |
| 13. Juni | Adolf zum Berge                     | deutscher Journalist                                                                                 | 60    |       |
| 13. Juni | Wilhelm Beste                       | deutscher Theologe und Pfarrer                                                                       | 72    |       |
| 13. Juni | William F. Colcock                  | US-amerikanischer Politiker                                                                          | 84    |       |
| 14. Juni | Hermann Wentzel                     | deutscher Architekt                                                                                  | 68    |       |
| 15. Juni | Christian Eduard Boettcher          | deutscher Maler                                                                                      | 70    |       |
| 15. Juni | Mihai Eminescu                      | rumänischer Dichter                                                                                  | 39    |       |
| 15. Juni | Adolf Funk                          | deutscher Architekt und hannoverscher Baubeamter                                                     | 70    |       |
| 16. Juni | Franz Ewerbeck                      | deutscher Architekt und Hochschullehrer an der RWTH Aachen                                           | 50    |       |
| 17. Juni | John Hughes                         | walisischer Fabrikant                                                                                | 73    |       |
| 17. Juni | Faustin Mennel                      | deutscher katholischer Ordensgründer                                                                 | 65    |       |
| 19. Juni | Karl Bötticher                      | deutscher Architekt, Kunsthistoriker und Archäologe                                                  | 83    |       |
| 19. Juni | Vincenzo Bracco                     | italienischer Patriarch von Jerusalem                                                                | 53    |       |
| 19. Juni | John Percy                          | englischer Arzt, Chemiker und Metallurgietechniker                                                   | 72    |       |
| 20. Juni | Nadeschda Chwoschtschinskaja        | russische Schriftstellerin und Übersetzerin                                                          | 68    |       |
| 22. Juni | Lorenz Chevalier                    | deutscher Politiker (NLP), MdR                                                                       | 78    |       |
| 23. Juni | Victor Chauffour                    | französischer Hochschullehrer und Politiker                                                          | 70    |       |
| 23. Juni | Julius Staelin                      | deutscher Kaufmann, Fabrikant und Politiker, MdR                                                     | 52    |       |
| 24. Juni | John Winfield Wallace               | US-amerikanischer Politiker                                                                          | 70    |       |
| 25. Juni | Lucy Hayes                          | US-amerikanische First Lady                                                                          | 57    |       |
| 25. Juni | Conrad Hellwig                      | deutscher Landwirt, Bürgermeister und Politiker, MdR                                                 | 64    |       |
| 25. Juni | Gustav Adolph von Schoeller         | deutsch-österreichischer Großunternehmer und Montanindustrieller                                     | 62    |       |
| 26. Juni | Tobias Barreto                      | brasilianischer Philosoph, Dichter, Literaturkritiker und Jurist                                     | 50    |       |
| 26. Juni | Simon Cameron                       | US-amerikanischer Politiker                                                                          | 90    |       |
| 26. Juni | Ludwig Wolf                         | deutscher Arzt und Anthropologe                                                                      | 39    |       |
| 26. Juni | Carl August Zenker                  | sächsischer Generalmajor                                                                             |       |       |
| 27. Juni | Edvard Fredin                       | schwedischer Dichter, Schriftsteller, Schauspieler, Theaterkritiker und Übersetzer                   | 32    |       |
| 27. Juni | Sebastian Locher                    | deutscher Lehrer und Heimatforscher                                                                  | 64    |       |
| 27. Juni | Vincent Heinrich Mann               | deutscher Jurist                                                                                     | 70    |       |
| 27. Juni | Anton Nuhn                          | deutscher Anatom                                                                                     | 75    |       |
| 27. Juni | Carlotta Patti                      | italienische Sopranistin                                                                             | 53    |       |
| 27. Juni | Whitney Eugene Thayer               | US-amerikanischer Organist und Komponist                                                             | 50    |       |
| 27. Juni | John Paul Verree                    | US-amerikanischer Politiker                                                                          | 72    |       |
| 28. Juni | Maria Mitchell                      | US-amerikanische Astronomin und Frauenrechtlerin                                                     | 70    |       |
| 28. Juni | Jakob Ignaz Maximilian Stepischnegg | Bischof von Lavant                                                                                   | 73    |       |
| 29. Juni | Werner Narten                       | deutscher Architekt                                                                                  | 56    |       |
| 29. Juni | Abram Wakeman                       | US-amerikanischer Jurist und Politiker                                                               | 65    |       |
| 30. Juni | Franz Xaver Kolb                    | deutscher Kirchenmaler                                                                               | 61    |       |

## Juli
| Tag      | Name                               | Beruf, bekannt als                                                                            | Alter | Beleg |
| -------- | ---------------------------------- | --------------------------------------------------------------------------------------------- | ----- | ----- |
| 1. Juli  | Joseph Machold                     | österreichischer Maler und Illustrator                                                        | 64    |       |
| 1. Juli  | José Joaquín Pérez                 | chilenischer Politiker                                                                        | 88    |       |
| 2. Juli  | Friedrich Joseph Bürli             | Schweizer Politiker                                                                           | 76    |       |
| 3. Juli  | William J. Bacon                   | US-amerikanischer Jurist und Politiker                                                        | 86    |       |
| 3. Juli  | Wilhelm Hasenclever                | deutscher Politiker (ADAV, SPD), MdR, Mitbegründer des Vorwärts                               | 52    |       |
| 3. Juli  | Joseph von Weilen                  | österreichischer Schriftsteller                                                               | 60    |       |
| 4. Juli  | Srpuhi Nschan Kalfayan             | armenische Ordensfrau                                                                         | 67    |       |
| 5. Juli  | Wendelin von Maltzahn              | deutscher Literaturhistoriker                                                                 | 74    |       |
| 5. Juli  | John Norquay                       | kanadischer Politiker                                                                         | 48    |       |
| 7. Juli  | Giovanni Bottesini                 | italienischer Kontrabassist, Dirigent und Komponist                                           | 67    |       |
| 7. Juli  | Louis Link                         | Kommerzienrat in Heilbronn                                                                    | 61    |       |
| 7. Juli  | William A. Pile                    | US-amerikanischer Politiker                                                                   | 60    |       |
| 7. Juli  | Theodor Weber                      | Hamburger, Norddeutscher und Deutscher Konsul in Apia                                         | 45    |       |
| 8. Juli  | August Dieskau                     | deutscher Kunstgärtner                                                                        | 84    |       |
| 8. Juli  | Gustav Müller                      | deutscher Kaufmann und Reichstagsabgeordneter                                                 | 68    |       |
| 10. Juli | Carl Anwandter                     | deutscher Apotheker                                                                           | 88    |       |
| 10. Juli | Édouard Goguel                     | elsässischer Autor, Gymnasialdirektor und Politiker                                           | 77    |       |
| 10. Juli | Joseph Projectus Machebeuf         | französischer römisch-katholischer Geistlicher                                                | 76    |       |
| 10. Juli | Julia Tyler                        | US-amerikanische First Lady (1844–1845), zweite Gattin von Präsident John Tyler               | 69    |       |
| 11. Juli | Ferdinand von Alvensleben          | Mitglied des preußischen Herrenhauses                                                         | 86    |       |
| 11. Juli | Edmund Rice                        | US-amerikanischer Politiker                                                                   | 70    |       |
| 11. Juli | Bernhard Solger                    | deutscher Architekt, Baubeamter in Nürnberg                                                   |       |       |
| 12. Juli | Benedikt Steiger                   | österreichischer Zisterzienser und Abt                                                        | 79    |       |
| 13. Juli | Maria Francisca Bia                | niederländische Tänzerin, Sängerin und Schauspielerin                                         | 79    |       |
| 13. Juli | Robert Hamerling                   | österreichischer Schriftsteller, Dichter und Gymnasiallehrer                                  | 59    |       |
| 13. Juli | Florian Lusser                     | Schweizer Politiker (KVP)                                                                     | 68    |       |
| 13. Juli | Victor Adolphe Malte-Brun          | französischer Geograf und Kartograf                                                           | 72    |       |
| 13. Juli | George Meyer                       | deutscher Reichsgerichtsrat                                                                   | 61    |       |
| 14. Juli | Antoine-Sébastien Falardeau        | kanadischer Maler                                                                             | 66    |       |
| 14. Juli | Per Gustaf Berg                    | schwedischer Verleger                                                                         | 84    |       |
| 14. Juli | Gustav Höfken                      | deutscher Journalist, Politiker und Nationalökonom, sowie österreichischer Ministerialbeamter | 78    |       |
| 15. Juli | Otto von Thoren                    | österreichischer Offizier und Maler                                                           | 60    |       |
| 16. Juli | Michele Amari                      | sizilianischer Orientalist und Politiker                                                      | 83    |       |
| 16. Juli | Rudolph Johns                      | Hamburger Jurist, MdB                                                                         | 65    |       |
| 17. Juli | Auguste von Hessen-Kassel          | landgräfliche Prinzessin                                                                      | 65    |       |
| 18. Juli | Wolf Frankenburger                 | deutscher Politiker (DFP), MdR                                                                | 62    |       |
| 18. Juli | Domingo Santa María                | chilenischer Politiker und Präsident Chiles                                                   | 63    |       |
| 19. Juli | Elvira Madigan                     | dänische Seiltänzerin                                                                         | 21    |       |
| 19. Juli | Louis von Spies                    | preußischer Landrat                                                                           | 76    |       |
| 19. Juli | Bernhard Strödel                   | sächsischer Jurist und Politiker                                                              | 61    |       |
| 19. Juli | Lorenz Summa                       | deutscher Unternehmensgründer                                                                 | 56    |       |
| 20. Juli | Anton Ausserer                     | österreichischer Naturforscher und Arachnologe                                                | 46    |       |
| 20. Juli | Gustav Lange                       | deutscher Komponist                                                                           | 58    |       |
| 21. Juli | Michael Baumgarten                 | deutscher Theologe und Politiker, MdR                                                         | 77    |       |
| 21. Juli | Nelson Dewey                       | US-amerikanischer Politiker                                                                   | 75    |       |
| 22. Juli | Otto von Schwarzkopf               | deutscher Verwaltungsjurist und Parlamentarier                                                | 50    |       |
| 23. Juli | Thomas Savin                       | englischer Unternehmer und Eisenbahnpionier                                                   |       |       |
| 24. Juli | Leopold Ladenburg                  | deutscher Jurist und Nationalökonom                                                           | 79    |       |
| 24. Juli | Rudolf Leuckart                    | deutscher Chemiker                                                                            | 35    |       |
| 24. Juli | Manó Péchy                         | ungarischer Politiker, Obergespan und Reichstagsabgeordneter                                  | 71    |       |
| 24. Juli | Christian Reimers                  | deutscher Cellist und Karikaturist                                                            | 62    |       |
| 25. Juli | Georg von Mitis                    | österreichischer Jurist und Politiker                                                         | 79    |       |
| 25. Juli | Dagobert Oppenheim                 | deutscher Unternehmer                                                                         | 80    |       |
| 26. Juli | Ferdinand Heye                     | deutscher Unternehmer                                                                         | 51    |       |
| 26. Juli | Hans Tappenbeck                    | deutscher Offizier und Afrikaforscher                                                         | 28    |       |
| 28. Juli | August Kippenberg                  | deutscher Lehrer und Schulbegründer                                                           | 59    |       |
| 28. Juli | Heinrich Klinkosch                 | österreichischer Politiker                                                                    | 59    |       |
| 28. Juli | Franz Joseph Würtenberger          | deutscher Heimatforscher und Sammler                                                          | 70    |       |
| 29. Juli | Charles Spence Bate                | britischer Zoologe und Zahnarzt                                                               | 70    |       |
| 29. Juli | Julius Haußmann                    | deutscher Politiker                                                                           | 73    |       |
| 29. Juli | Wilhelm Kray                       | deutscher Porträt-, Genre- und Landschaftsmaler sowie Illustrator                             | 60    |       |
| 29. Juli | Adalbert Maier                     | deutscher katholischer Theologe, Geistlicher und Hochschullehrer                              | 78    |       |
| 29. Juli | Sebastian Stief                    | Salzburger Maler                                                                              | 78    |       |
| 30. Juli | Miles Joseph Berkeley              | englischer Geistlicher und Botaniker                                                          | 86    |       |
| 30. Juli | Julius Stein                       | deutscher, linksliberaler Journalist und Politiker                                            | 76    |       |
| 30. Juli | Jean-Joseph-Antoine-Marie de Witte | belgischer Klassischer Archäologe, Epigraphiker und Numismatiker                              | 81    |       |
| 31. Juli | Eduard Lübbert                     | deutscher klassischer Philologe und Archäologe                                                | 59    |       |
| 31. Juli | Hugo von Ritgen                    | deutscher Architekt                                                                           | 78    |       |
| 31. Juli | Edward H. Rollins                  | US-amerikanischer Politiker (Republikanische Partei)                                          | 64    |       |
| Juli     | Salar Jung II.                     | Diwan des indischen Fürstenstaates Hyderabad (1884 bis 1887)                                  |       |       |

## August
| Tag        | Name                                             | Beruf, bekannt als                                                                            | Alter | Beleg |
| ---------- | ------------------------------------------------ | --------------------------------------------------------------------------------------------- | ----- | ----- |
| 1. August  | Evaristo Carazo Aranda                           | nicaraguanischer Politiker und Präsident (1887–1889)                                          |       |       |
| 1. August  | Alexander Edmund Batson Davie                    | kanadischer Politiker                                                                         | 41    |       |
| 1. August  | Karl Keil                                        | deutscher Bildhauer und Architekt                                                             | 51    |       |
| 1. August  | Ivan Kukuljević-Sakcinski                        | kroatischer Historiker und Politiker                                                          | 73    |       |
| 1. August  | Carl Friedrich Müller                            | deutscher Architekt und Baumeister                                                            | 56    |       |
| 1. August  | James Byeram Owens                               | US-amerikanischer Politiker                                                                   |       |       |
| 1. August  | Louis Sauerhering                                | Präsident der Klosterkammer Hannover                                                          | 74    |       |
| 1. August  | Rudolph Schepler                                 | Jurist, Reichstagsabgeordneter                                                                | 76    |       |
| 1. August  | Meta Wellmer                                     | deutsche Schriftstellerin                                                                     | 62    |       |
| 2. August  | Eduardo Gutiérrez                                | argentinischer Schriftsteller                                                                 | 38    |       |
| 2. August  | Louis von Moltke                                 | dänisch-deutscher Verwaltungsjurist, Regierungsrat im Herzogtum Sachsen-Lauenburg             | 83    |       |
| 2. August  | Adolf Friedrich Störzel                          | deutscher Militärarzt, zuletzt Generalarzt                                                    | 74    |       |
| 2. August  | Andreas Heinrich Wiegandt                        | deutscher Politiker                                                                           | 79    |       |
| 4. August  | Leo Gräff                                        | deutscher Ingenieur und Unternehmer                                                           | 52    |       |
| 4. August  | Fidel Hollinger                                  | deutscher Buchdrucker und Teilnehmer an der Revolution 1848/49                                | 71    |       |
| 4. August  | Carl Amand Mangold                               | deutscher Dirigent und Komponist                                                              | 75    |       |
| 5. August  | Fanny Lewald                                     | deutsche Schriftstellerin                                                                     | 78    |       |
| 5. August  | Wilhelm Rautenberg                               | deutscher Jurist und Rechtsanwalt                                                             | 79    |       |
| 6. August  | Hermann von Kameke                               | preußischer General der Infanterie                                                            | 70    |       |
| 6. August  | Guglielmo Massaia                                | Missionar und Kardinal                                                                        | 80    |       |
| 6. August  | Joseph Philippovich von Philippsberg             | österreichischer Feldzeugmeister                                                              | 71    |       |
| 7. August  | Theodor Günther                                  | deutscher Rittergutsbesitzer und konservativer Politiker, MdR, MdL (Königreich Sachsen)       |       |       |
| 7. August  | Richard Eduard John                              | deutscher Jurist                                                                              | 62    |       |
| 7. August  | Philipp Kohlmann                                 | deutscher Altphilologe und Gymnasiallehrer                                                    | 46    |       |
| 8. August  | Benedetto Cairoli                                | italienischer Politiker, Mitglied der Camera und Premierminister                              | 64    |       |
| 8. August  | Wilhelm Studemund                                | deutscher Klassischer Philologe                                                               | 46    |       |
| 9. August  | Sándor II. Bonnaz                                | Bischof des Csanáder Bistums                                                                  | 76    |       |
| 10. August | Jan Jonker Afrikaner                             | Führer einer Orlamgesellschaft                                                                |       |       |
| 10. August | Wilhelm von Hellermann                           | pommerscher Gutsbesitzer, preußischer Landrat und Politiker                                   | 78    |       |
| 10. August | Fritz Neuber                                     | deutscher Bildhauer                                                                           | 51    |       |
| 11. August | Ferdinand Konrad Bellermann                      | deutscher Landschaftsmaler                                                                    | 75    |       |
| 11. August | Hans Hendrik                                     | grönländischer Jäger, Übersetzer und Polarforscher                                            |       |       |
| 13. August | Franz Floerke                                    | Bürgermeister der Stadt Grabow                                                                | 78    |       |
| 14. August | Carl Büchsel                                     | evangelischer Geistlicher und Autor, der in Berlin und Brandenburg wirkte                     | 86    |       |
| 14. August | William Milnes                                   | US-amerikanischer Politiker                                                                   | 61    |       |
| 14. August | Grandison Delaney Royston                        | US-amerikanischer Jurist und Politiker                                                        | 79    |       |
| 14. August | August Vogel                                     | deutscher Chemiker und Hochschul-Professor                                                    | 72    |       |
| 15. August | Theodor Christlieb                               | evangelischer Theologe                                                                        | 56    |       |
| 15. August | Ludwig Foglár                                    | österreichischer Jurist und Schriftsteller                                                    | 69    |       |
| 15. August | Johann Heinrich Gelzer                           | Schweizer Historiker                                                                          | 75    |       |
| 15. August | Aimé-Victor-François Guilbert                    | französischer Erzbischof und Kardinal                                                         | 76    |       |
| 15. August | Elias Loomis                                     | US-amerikanischer Mathematiker, Meteorologe und Astronom                                      | 78    |       |
| 15. August | Carl Ferdinand Triest                            | deutscher Verwaltungsbeamter und Parlamentarier                                               |       |       |
| 16. August | Ignaz von Giovanelli zu Gerstburg und Hörtenberg | österreichischer Politiker, Landtagsabgeordneter                                              | 74    |       |
| 16. August | Karl Zimmermann                                  | preußischer Generalmajor zuletzt Chef der topographischen Abteilung des Großen Generalstabes  | 76    |       |
| 17. August | John C. Brown                                    | US-amerikanischer Politiker, Gouverneur von Tennessee und Generalmajor im konföderierten Heer | 62    |       |
| 17. August | Ernst Frank                                      | deutscher Komponist und Dirigent                                                              | 42    |       |
| 17. August | James Laird                                      | US-amerikanischer Politiker                                                                   | 40    |       |
| 18. August | Vollrath von Krosigk                             | deutscher Verwaltungsbeamter                                                                  | 70    |       |
| 18. August | Georg Mickley                                    | deutscher Orgelbauer                                                                          | 73    |       |
| 18. August | Auguste de Villiers de L’Isle-Adam               | französischer Schriftsteller                                                                  | 50    |       |
| 19. August | Jules Cotard                                     | französischer Mediziner                                                                       | 49    |       |
| 20. August | Samuel Beal                                      | englischer Orientalist                                                                        | 63    |       |
| 21. August | Günther von Bültzingslöwen                       | deutscher Kaufmann, Konsul und Gutsherr                                                       | 49    |       |
| 21. August | Heinrich Sauthoff                                | deutscher Stadtkämmerer und Sparkassenleiter                                                  | 60    |       |
| 22. August | Henry C. Davis                                   | US-amerikanischer Politiker                                                                   | 41    |       |
| 23. August | Johann Georg Anton Geuther                       | deutscher Chemiker                                                                            | 56    |       |
| 23. August | Johann Baptist Tuttiné                           | deutscher Maler                                                                               | 51    |       |
| 24. August | Oscar Jacobsen                                   | deutscher Chemiker                                                                            | 49    |       |
| 24. August | Jan Ernst Matzeliger                             | surinamischer Erfinder                                                                        | 36    |       |
| 25. August | Philemon Bliss                                   | US-amerikanischer Jurist und Politiker                                                        | 76    |       |
| 25. August | Julie Herrmann                                   | deutsche Schauspielerin                                                                       | 66    |       |
| 25. August | Charles Vittel                                   | Schweizer Politiker und Richter                                                               | 79    |       |
| 28. August | Anton Kratky-Baschik                             | Zauberkünstler und Schausteller                                                               |       |       |
| 28. August | August von Ende                                  | preußischer Beamter und Politiker, MdR                                                        | 74    |       |
| 28. August | Franz Preidl von Hassenbrunn                     | böhmischer Großindustrieller                                                                  | 78    |       |
| 29. August | Nikolaus Barthelmess                             | deutscher Kupferstecher                                                                       | 60    |       |
| 29. August | Gustav Weil                                      | deutscher Orientalist                                                                         | 81    |       |
| 30. August | Julius Theodor Grunert                           | deutscher Forstwissenschaftler                                                                | 80    |       |
| 30. August | Wilhelm Hartmann                                 | deutscher Jurist und Reichsgerichtsrat                                                        | 72    |       |
| 31. August | James Hall                                       | US-amerikanischer Arzt, erster Gouverneur von Maryland in Liberia                             | 87    |       |
| 31. August | Welty McCullogh                                  | US-amerikanischer Politiker                                                                   | 41    |       |

## September
| Tag           | Name                                        | Beruf, bekannt als                                                                       | Alter | Beleg |
| ------------- | ------------------------------------------- | ---------------------------------------------------------------------------------------- | ----- | ----- |
| 1. September  | António Bernardo da Costa Cabral            | portugiesischer Politiker                                                                | 86    |       |
| 1. September  | Friedrich Adolph Gottlieb von Eyben         | mecklenburgischer Verwaltungs- und Hofbeamter                                            | 84    |       |
| 1. September  | Johann Carl Huyn                            | österreichischer Feldzeugmeister und Angehöriger des Stabes des Feldmarschalls Radetzkys | 77    |       |
| 1. September  | Max Kolde                                   | deutscher Architekt und Hochschullehrer                                                  | 34    |       |
| 1. September  | August Raillard                             | Schweizer Alpinist, Mitbegründer des Schweizer Alpen-Clubs                               | 68    |       |
| 1. September  | Christian August Selmer                     | norwegischer Jurist und Politiker, Mitglied des Storting                                 | 72    |       |
| 1. September  | Albert von Sperber                          | deutscher Rittergutsbesitzer und Politiker, MdR                                          | 52    |       |
| 2. September  | Dominik Finkes                              | österreichischer Lehrer, Chorleiter und Komponist                                        | 68    |       |
| 2. September  | Sachari Stojanow                            | bulgarischer Revolutionär, Ideologe, Politiker, Historiker und Schriftsteller            |       |       |
| 3. September  | Friedrich Ludwig Ernst Neudörffer           | württembergischer Oberamtmann                                                            | 66    |       |
| 3. September  | Julius Weizsäcker                           | deutscher Historiker                                                                     | 61    |       |
| 4. September  | Maurice Sand                                | französischer Schriftsteller und Illustrator                                             | 66    |       |
| 5. September  | Gustav Jägerschmidt                         | badischer Beamter und Jurist                                                             | 75    |       |
| 5. September  | Moritz Manfroni von Montfort                | Admiral der österreichisch-ungarischen Marine                                            | 56    |       |
| 5. September  | Maximilian Schumann                         | preußischer Ingenieuroffizier                                                            | 62    |       |
| 6. September  | Guillaume d’Aspremont-Lynden                | belgischer Politiker                                                                     | 73    |       |
| 7. September  | Johann Bussinger                            | Schweizer Politiker                                                                      | 63    |       |
| 7. September  | Edmond Fuchs                                | französischer Geologe, Ingénieur du Corps des mines und Forschungsreisender              |       |       |
| 8. September  | Hermann Victor Andreae                      | deutscher Theologe, Arzt, Philosoph, Jurist und Sprachwissenschaftler                    | 72    |       |
| 8. September  | Hermann Langer                              | deutscher Organist und Universitätsmusikdirektor der Universität Leipzig                 | 70    |       |
| 10. September | David Barclay                               | US-amerikanischer Politiker                                                              |       |       |
| 10. September | Wladimir Pawlowitsch Besobrasow             | russischer Nationalökonom                                                                | 61    |       |
| 10. September | Charles III.                                | Fürst von Monaco                                                                         | 70    |       |
| 10. September | Samuel S. Cox                               | US-amerikanischer Jurist und Politiker                                                   | 64    |       |
| 10. September | Amy Levy                                    | englische Autorin                                                                        | 27    |       |
| 10. September | Rudolf Voltolini                            | deutscher Mediziner                                                                      | 70    |       |
| 12. September | Numa Denis Fustel de Coulanges              | französischer Althistoriker                                                              | 59    |       |
| 13. September | Henry Joseph Clarke                         | kanadischer Politiker und Rechtsanwalt                                                   | 56    |       |
| 14. September | Julius Jacobson                             | deutscher Ophthalmologe und Hochschullehrer                                              | 61    |       |
| 14. September | Hermann Schumann                            | deutscher Pastor und Abgeordneter                                                        | 81    |       |
| 14. September | Adolf von Taube                             | württembergischer Ministerialbeamter, Exzellenz                                          | 79    |       |
| 15. September | Günther Friedrich Carl II.                  | deutscher Fürst von Schwarzburg-Sondershausen                                            | 87    |       |
| 15. September | Álvaro Barbalho Uchôa Cavalcanti            | brasilianischer Politiker, Abgeordneter und Senator                                      | 71    |       |
| 16. September | John F. Collin                              | US-amerikanischer Politiker                                                              | 87    |       |
| 16. September | James McCallum                              | US-amerikanischer Jurist, Plantagenbesitzer und Politiker                                | 82    |       |
| 16. September | Mathilde von Rohr                           | Briefpartnerin Theodor Fontanes                                                          | 79    |       |
| 17. September | Carl Ganahl                                 | österreichischer Textilfabrikant, Kaufmann, Politiker und Verbandsfunktionär             | 82    |       |
| 17. September | Hermann Reuter                              | lutherischer Theologe, Kirchenhistoriker und Abt des Klosters Bursfelde                  | 72    |       |
| 17. September | Emile Vuilloud                              | Schweizer Architekt                                                                      | 67    |       |
| 18. September | Paul Eck                                    | deutscher Unterstaatssekretär im Reichskanzleramt                                        | 67    |       |
| 19. September | Friedrich Wilhelm Walther von Walderstötten | bayerischer General der Infanterie                                                       | 84    |       |
| 20. September | Emil Pfeifer                                | deutscher Unternehmer                                                                    | 82    |       |
| 20. September | Franz von Rapp                              | österreichischer Politiker                                                               | 65    |       |
| 23. September | Wilkie Collins                              | britischer Schriftsteller und Verfasser der ersten „Mystery Thriller“                    | 65    |       |
| 23. September | Eliza Cook                                  | britische Schriftstellerin                                                               | 70    |       |
| 23. September | Theodosius Harnack                          | deutsch-baltischer lutherischer Theologe                                                 | 72    |       |
| 23. September | Camille Saglio                              | französischer Landschaftsmaler und Illustrator der Düsseldorfer Schule                   | 85    |       |
| 23. September | Placido Maria Schiaffino                    | italienischer Benediktinerabt und Kardinal                                               | 60    |       |
| 23. September | Friedrich Adolph Wislizenus                 | US-amerikanischer Arzt und Botaniker                                                     | 79    |       |
| 24. September | Daniel Harvey Hill                          | General der Konföderierten im Bürgerkrieg                                                | 68    |       |
| 24. September | Julius Kraaz                                | deutscher Jurist, Zuckerfabrikant und Politiker (NLP), MdR                               | 67    |       |
| 24. September | Izaak Kramsztyk                             | polnischer Rabbi und Jurist                                                              |       |       |
| 25. September | Alexander Davis                             | US-amerikanischer Politiker                                                              | 56    |       |
| 25. September | Joaquim José da Graça                       | portugiesischer Militär und Kolonialverwalter                                            | 63    |       |
| 25. September | Wilhelm Friedrich Ernst von Krosigk         | anhaltischer Verwaltungsbeamter                                                          | 59    |       |
| 26. September | Cornelis de Cocq                            | niederländischer Stillleben- und Porträtmaler, sowie Aquarellist und Radierer            | 74    |       |
| 26. September | Günther Lange                               | deutscher lutherischer Geistlicher und Politiker                                         | 59    |       |
| 26. September | William Loughridge                          | US-amerikanischer Politiker                                                              | 62    |       |
| 26. September | Bradford R. Wood                            | US-amerikanischer Jurist und Politiker                                                   | 89    |       |
| 28. September | Louis Faidherbe                             | französischer General                                                                    | 71    |       |
| 28. September | John T. Nixon                               | US-amerikanischer Jurist und Politiker                                                   | 69    |       |
| 28. September | George Porter                               | englischer Jesuit, römisch-katholischer Erzbischof                                       | 64    |       |
| 28. September | Wiley Scribner                              | US-amerikanischer Politiker                                                              |       |       |
| 29. September | Eugène Flandin                              | französischer Maler                                                                      | 80    |       |
| 29. September | Agustín de Jesús Torres y Hernandez         | mexikanischer Geistlicher, Bischof von Tulancingo                                        | 71    |       |
| 30. September | Román Baldorioty de Castro                  | puerto-ricanischer Abolitionist                                                          | 67    |       |
| 30. September | Alexander Mosby Clayton                     | US-amerikanischer Politiker                                                              | 88    |       |
| 30. September | Siegfried Haenle                            | deutscher Jurist, Schriftsteller und Regionalhistoriker                                  | 75    |       |

## Oktober
| Tag         | Name                                   | Beruf, bekannt als                                                                                                   | Alter | Beleg |
| ----------- | -------------------------------------- | --- | ----- | ----- |
| 2. Oktober  | Georg Hahn                             | deutscher Landschafts- und Genremaler                                                                                | 48    |       |
| 2. Oktober  | John Martin                            | US-amerikanischer Politiker                                                                                          | 50    |       |
| 2. Oktober  | Ewald von Pfeil                        | schlesischer Rittergutsbesitzer und Politiker                                                                        | 64    |       |
| 3. Oktober  | John T. Averill                        | US-amerikanischer Politiker                                                                                          | 64    |       |
| 3. Oktober  | Theodor Frank                          | deutscher Politiker; Vorstand der Volksbank                                                                          | 63    |       |
| 3. Oktober  | Christopher Robinson                   | US-amerikanischer Politiker                                                                                          | 83    |       |
| 3. Oktober  | Casimir Douglas Zdanowicz, Sr.         | US-amerikanischer Germanist und Romanist polnisch-französischer Herkunft                                             | 38    |       |
| 4. Oktober  | André Adolphe-Eugène Disdéri           | französischer Fotograf und Erfinder                                                                                  | 70    |       |
| 4. Oktober  | Bernhard von Friesen                   | deutscher Verwaltungsbeamter, Rittergutsbesitzer und Parlamentarier                                                  | 64    |       |
| 4. Oktober  | Alfred B. Greenwood                    | US-amerikanischer Politiker                                                                                          | 78    |       |
| 4. Oktober  | Alexander Petrowitsch Walter           | russisch-ukrainischer Anatom und Physiologe                                                                          | 71    |       |
| 5. Oktober  | Lothar Bassenge                        | deutscher Richter und Parlamentarier                                                                                 | 70    |       |
| 5. Oktober  | Karl von Czoernig-Czernhausen          | österreichischer Beamter und Statistiker                                                                             | 85    |       |
| 5. Oktober  | Augustus Albert Hardenbergh            | US-amerikanischer Politiker                                                                                          | 59    |       |
| 6. Oktober  | Jules Dupré                            | französischer Landschaftsmaler                                                                                       | 78    |       |
| 6. Oktober  | Waldemar von der Hagen                 | deutscher Verwaltungsbeamter und Rittergutsbesitzer                                                                  | 50    |       |
| 6. Oktober  | Barthélémy Louis Joseph Lebrun         | französischer General                                                                                                | 79    |       |
| 7. Oktober  | Dlamini IV.                            | König von Swasiland (1875–1889)                                                                                      |       |       |
| 7. Oktober  | Max Vogler                             | deutscher Lyriker und Belletrist                                                                                     | 35    |       |
| 8. Oktober  | Oskar Aders                            | deutscher Landgerichtsdirektor und Mäzen                                                                             | 58    |       |
| 8. Oktober  | Adrien Tailhand                        | französischer Politiker, Mitglied der Nationalversammlung                                                            | 79    |       |
| 8. Oktober  | Johann Jakob von Tschudi               | Schweizer Naturforscher, Forschungsreisender, Linguist und Diplomat                                                  | 71    |       |
| 9. Oktober  | Adolph Ferdinand Duflos                | Universitätsapotheker                                                                                                | 87    |       |
| 9. Oktober  | Anna Forstenheim                       | österreichische Redakteurin und Schriftstellerin                                                                     | 43    |       |
| 9. Oktober  | Maximilian Leidesdorf                  | österreichischer Psychiater                                                                                          | 73    |       |
| 9. Oktober  | Benjamin Samuel Philipps               | englischer Unternehmer, Vorkämpfer der jüdischen Emanzipation in England, Lordmayor von London                       |       |       |
| 9. Oktober  | Anton von Steichele                    | deutscher Erzbischof und Historiker                                                                                  | 73    |       |
| 10. Oktober | Adolf Henselt                          | deutscher Komponist und Klaviervirtuose                                                                              | 75    |       |
| 10. Oktober | Heinrich Heydemann                     | deutscher klassischer Archäologe                                                                                     | 47    |       |
| 10. Oktober | Paul Riebeck                           | deutscher Industrieller                                                                                              | 30    |       |
| 11. Oktober | James Prescott Joule                   | britischer Physiker                                                                                                  | 70    |       |
| 11. Oktober | Marie von Roskowska                    | deutsche Schriftstellerin und Jugendbuchautorin                                                                      | 60    |       |
| 11. Oktober | Gottlieb Ludwig Studer                 | Schweizer Theologe                                                                                                   | 88    |       |
| 13. Oktober | Henry DeLamar Clayton                  | General der Konföderierten Staaten von Amerika im Amerikanischen Bürgerkrieg und Präsident der University of Alabama | 62    |       |
| 13. Oktober | Erastus D. Culver                      | US-amerikanischer Jurist und Politiker                                                                               | 86    |       |
| 13. Oktober | Friedrich Kaiser                       | deutscher Historien und Schlachtenmaler                                                                              | 74    |       |
| 13. Oktober | William T. Minor                       | US-amerikanischer Politiker und Gouverneur von Connecticut                                                           | 74    |       |
| 14. Oktober | Karl Mayer                             | deutscher Jurist und Politiker (VP, DtVP), MdR                                                                       | 70    |       |
| 15. Oktober | Daniel Gooch                           | britischer Eisenbahningenieur und Politiker, Mitglied des House of Commons                                           | 73    |       |
| 15. Oktober | Newton W. Nutting                      | US-amerikanischer Jurist und Politiker                                                                               | 48    |       |
| 15. Oktober | Edward A. Perry                        | US-amerikanischer Politiker und der 14. Gouverneur des Bundesstaates Florida (1885–1889)                             | 58    |       |
| 16. Oktober | John Fitzgerald, Baron Fitzgerald      | irisch-britischer Jurist und Politiker, Mitglied des House of Commons                                                | 73    |       |
| 16. Oktober | Johannes Schnell                       | Schweizer Jurist und Rechtshistoriker                                                                                | 77    |       |
| 17. Oktober | Maximilian von Gagern                  | liberaler deutsch-österreichischer Politiker                                                                         | 79    |       |
| 17. Oktober | John Hartranft                         | US-amerikanischer Politiker                                                                                          | 58    |       |
| 17. Oktober | Heinrich Honegger                      | Schweizer Jurist und Politiker                                                                                       | 57    |       |
| 17. Oktober | Karl Speichler                         | deutscher Opernsänger (Bass)                                                                                         | 50    |       |
| 17. Oktober | Gotthilf Albert Sterzing               | Gründer des Deutschen Schützenbundes                                                                                 | 67    |       |
| 18. Oktober | George Washington Logan                | US-amerikanischer Jurist und Politiker                                                                               | 74    |       |
| 18. Oktober | Antonio Meucci                         | italienisch-US-amerikanischer Erfinder                                                                               | 81    |       |
| 19. Oktober | Joseph Amberger                        | deutscher katholischer Theologe und Geistlicher                                                                      | 73    |       |
| 19. Oktober | Ludwig I.                              | König von Portugal (1861–1889)                                                                                       | 50    |       |
| 20. Oktober | Daniele Ranzoni                        | italienischer Maler                                                                                                  | 45    |       |
| 20. Oktober | Georg Gustav Roskoff                   | österreichischer, evangelischer Theologe                                                                             | 75    |       |
| 20. Oktober | Wilhelm Trute                          | Harzer Bergmann und Züchter von Gesangskanarien                                                                      | 53    |       |
| 21. Oktober | John Ball                              | irischer Politiker, Naturwissenschaftler und Alpinist                                                                | 71    |       |
| 21. Oktober | Bento da França Pinto de Oliveira      | portugiesischer Gouverneur von Portugiesisch-Timor                                                                   | 55    |       |
| 22. Oktober | Olivier Métra                          | französischer Komponist und Dirigent                                                                                 | 59    |       |
| 24. Oktober | William Doria                          | britischer Botschafter                                                                                               |       |       |
| 24. Oktober | John Lawrence Manning                  | Gouverneur von South Carolina                                                                                        | 73    |       |
| 24. Oktober | Nahida Sturmhöfel                      | deutsche Dichterin                                                                                                   | 66    |       |
| 24. Oktober | Hermann Wurffbain                      | preußischer Wasserbauingenieur                                                                                       |       |       |
| 25. Oktober | Émile Augier                           | französischer Dichter                                                                                                | 69    |       |
| 25. Oktober | John Hervey Crozier                    | US-amerikanischer Politiker                                                                                          | 77    |       |
| 25. Oktober | Friedrich von der Groeben              | preußischer Generalleutnant                                                                                          | 62    |       |
| 25. Oktober | Leo Lesquereux                         | US-amerikanischer Paläobotaniker und Bryologe                                                                        | 82    |       |
| 26. Oktober | Carel Gabriel Cobet                    | niederländischer klassischer Philologe                                                                               | 75    |       |
| 26. Oktober | Moritz Felicetti von Liebenfelss       | österreichischer Historiker und Dichter                                                                              | 73    |       |
| 26. Oktober | W. A. Robertson                        | US-amerikanischer Politiker                                                                                          | 52    |       |
| 27. Oktober | Amiati                                 | italienisch-französische Sängerin                                                                                    | 38    |       |
| 27. Oktober | John Hubler Stover                     | US-amerikanischer Politiker                                                                                          | 56    |       |
| 28. Oktober | Alexander Morris                       | kanadischer Politiker                                                                                                | 63    |       |
| 28. Oktober | Gustav von Rümelin                     | deutscher Pädagoge, Statistiker und Politiker                                                                        | 74    |       |
| 28. Oktober | Georg Wittemann                        | deutscher Maler | 78    |       |
| 28. Oktober | Aleksander Jan Woyde                   | polnischer Architekt                                                                                                 |       |       |
| 29. Oktober | Friedrich von Brackenhammer            | deutscher evangelischer Theologe                                                                                     | 79    |       |
| 29. Oktober | Richard Gosche                         | deutscher Autor und Orientalist                                                                                      | 65    |       |
| 29. Oktober | Nikolai Gawrilowitsch Tschernyschewski | russischer Schriftsteller und Kritiker                                                                               | 61    |       |
| 29. Oktober | Constantin von Zedlitz-Neukirch        | deutscher Verwaltungsjurist in Preußen                                                                               | 76    |       |
| Oktober     | Louis Lebel                            | französischer Organist, Komponist und Musikpädagoge                                                                  |       |       |

## November
| Tag          | Name                                     | Beruf, bekannt als                                                                 | Alter | Beleg |
| ------------ | ---------------------------------------- | ---------------------------------------------------------------------------------- | ----- | ----- |
| 1. November  | Johannes Badrutt                         | Bündner Hotelier                                                                   | 70    |       |
| 1. November  | Bernard Cohn                             | US-amerikanischer Politiker                                                        | 53    |       |
| 2. November  | Bruno Neidhardt von Gneisenau            | preußischer General der Infanterie                                                 | 78    |       |
| 3. November  | Edward Palmer                            | kanadischer Politiker                                                              | 80    |       |
| 3. November  | Ludwig von Urlichs                       | deutscher klassischer Archäologe                                                   | 75    |       |
| 3. November  | Luiz Vieira da Silva                     | brasilianischer Politiker                                                          | 61    |       |
| 5. November  | Carl Göler von Ravensburg                | deutscher Bauingenieur und Politiker                                               | 62    |       |
| 5. November  | Peter Warburton                          | britischer Forschungsreisender, Expeditionsleiter in Australien                    | 76    |       |
| 5. November  | Carl Jakob Christian Weiß                | deutscher Industrieller und Önologe                                                | 80    |       |
| 6. November  | Bradley Barlow                           | US-amerikanischer Politiker                                                        | 75    |       |
| 7. November  | Nadeschda Simonowna Smirnizkaja          | russische Revolutionärin                                                           |       |       |
| 8. November  | Wilhelm von Abbema                       | deutscher Kupferstecher und Radierer                                               | 77    |       |
| 10. November | Abram Comingo                            | US-amerikanischer Politiker                                                        | 69    |       |
| 10. November | Gustav von Fabeck                        | preußischer Generalleutnant                                                        | 76    |       |
| 10. November | Edwin Hatch                              | englischer Theologe und Septuagintaforscher                                        | 54    |       |
| 10. November | Franz Jakob Kreuter                      | deutscher Architekt und Bauingenieur                                               | 76    |       |
| 11. November | Max Amberger                             | deutscher Zitherfabrikant                                                          |       |       |
| 11. November | James Smith Bush                         | US-amerikanischer Prediger                                                         | 64    |       |
| 11. November | Robert Heck                              | deutscher Porträt- und Genremaler                                                  | 58    |       |
| 12. November | Hugo Keiffenheim                         | deutscher Politiker und Abgeordneter                                               | 71    |       |
| 13. November | Josef Grafenauer                         | österreichischer Orgelbauer                                                        | 65    |       |
| 13. November | Hermann von Lüderitz                     | preußischer Generalleutnant und deutscher Politiker, MdR                           | 75    |       |
| 13. November | Samuel Morton Peto                       | englischer Eisenbahnpionier                                                        | 80    |       |
| 14. November | Joseph Freusberg                         | deutscher römisch-katholischer Bischof, Weihbischof in Paderborn                   | 83    |       |
| 14. November | George Tankard Garrison                  | US-amerikanischer Politiker                                                        | 54    |       |
| 14. November | William Nathan Harrell Smith             | US-amerikanischer Jurist und Politiker                                             | 77    |       |
| 15. November | Hans Hueber                              | österreichischer Miniaturmaler                                                     | 75    |       |
| 15. November | Ambrose Dudley Mann                      | US-amerikanischer Diplomat, erster Assistant Secretary of State der USA            | 88    |       |
| 15. November | Johann Sebastian Schäfer                 | Bürgermeister und Abgeordneter                                                     | 62    |       |
| 16. November | Amalie Bensinger                         | deutsche Malerin                                                                   | 80    |       |
| 16. November | Walter Zuppinger                         | Schweizer Ingenieur und Erfinder                                                   | 75    |       |
| 17. November | Ketil Motzfeldt                          | norwegischer Marineoffizier und Politiker, Mitglied des Storting                   | 75    |       |
| 18. November | William Allingham                        | irischer Literat und Dichter                                                       |       |       |
| 19. November | Eugène Bersier                           | französischer evangelischer Geistlicher und Kirchenlieddichter                     | 58    |       |
| 19. November | Ferdinand Heilbuth                       | französischer Maler                                                                | 63    |       |
| 20. November | August Ahlqvist                          | finnischer Sprachforscher                                                          | 63    |       |
| 20. November | Ernst Volkmar Kohlschütter               | evangelischer Theologe                                                             | 77    |       |
| 20. November | Louise Zeller                            | deutsche Autorin historischer Romane                                               | 66    |       |
| 21. November | Christian Friedrich Gustav von Berckheim | badischer Politiker                                                                | 72    |       |
| 21. November | William Theophilus Dortch                | US-amerikanischer Politiker                                                        | 65    |       |
| 21. November | Johann Wilhelm Hanne                     | protestantischer Theologe                                                          | 75    |       |
| 21. November | Julius Joseph Maier                      | deutscher Jurist, Musikwissenschaftler und Bibliothekar                            | 67    |       |
| 21. November | Eduard Pötzsch                           | deutscher Architekt                                                                | 86    |       |
| 21. November | Alexandre Rapin                          | französischer Maler                                                                | 50    |       |
| 21. November | Enrique Valles y Soler de Aragón         | spanischer Diplomat                                                                |       |       |
| 22. November | Georg Prahl Harbitz                      | norwegischer Pfarrer und Politiker, Mitglied des Storting, Präsident des Stortings | 87    |       |
| 22. November | Giuseppe Revere                          | italienischer Schriftsteller und Politiker                                         | 77    |       |
| 23. November | Friedrich Braune                         | deutscher Sattler, Bilderrahmenproduzent, Porzellanmaler und Fotograf              |       |       |
| 23. November | Nicolas Adolphe de Galhau                | deutscher Politiker und Unternehmer                                                | 75    |       |
| 23. November | Carl Weerth                              | deutscher Gymnasialprofessor, Gründer des Lippischen Landesmuseums                 | 77    |       |
| 24. November | Alphonse Bernoud                         | französischer Fotograf                                                             | 69    |       |
| 24. November | George H. Pendleton                      | US-amerikanischer Politiker                                                        | 64    |       |
| 24. November | Vincenzo Petrali                         | italienischer Komponist und Organist                                               | 59    |       |
| 25. November | Anna Abamelek                            | russische Hofdame und Übersetzerin                                                 | 75    |       |
| 25. November | Ernst Otto Clauß                         | deutscher Textilfabrikant und Politiker (NLP), MdR, MdL (Königreich Sachsen)       | 46    |       |
| 25. November | Theodor Curtius                          | deutscher Politiker, Bürgermeister in Lübeck                                       | 78    |       |
| 25. November | August Schäffer von Bernstein            | hessischer Offizier und Hofstallmeister                                            | 57    |       |
| 26. November | Károly Koller                            | österreichisch-ungarischer Fotograf                                                | 51    |       |
| 26. November | Per Södermark                            | schwedischer Porträtmaler der Düsseldorfer Schule                                  | 67    |       |
| 26. November | Jette Solmar                             | deutsche Sängerin und Salonnière                                                   | 95    |       |
| 26. November | Gaetana Sterni                           | italienische Ordensschwester und Ordensgründerin                                   | 62    |       |
| 27. November | Wilhelm Michler                          | deutscher Chemiker                                                                 | 42    |       |
| 28. November | Edwin R. Meade                           | US-amerikanischer Jurist und Politiker                                             | 53    |       |
| 28. November | Giuseppe Vaccaro                         | italienischer Terrakottabildner und Bildhauer                                      | 81    |       |
| 28. November | Richard von Volkmann                     | deutscher Chirurg und Märchendichter                                               | 59    |       |
| 29. November | Jakob Brüll                              | Rabbiner                                                                           | 77    |       |
| 29. November | Hermann Schläger                         | deutscher Parlamentarier (NLP), MdR                                                | 69    |       |
| November     | Martin Farquhar Tupper                   | englischer Autor und Poet                                                          | 79    |       |

## Dezember
| Tag          | Name                                      | Beruf, bekannt als                                                                                        | Alter | Beleg |
| ------------ | ----------------------------------------- | --- | ----- | ----- |
| 1. Dezember  | Berndt von Gerlach                        | preußischer Ritterschaftsdirektor, Major, Rittmeister und Landrat                                         | 61    |       |
| 1. Dezember  | Virgil Mayer                              | deutscher Apotheker                                                                                       | 55    |       |
| 1. Dezember  | Henry Torrens                             | britischer Offizier, Gouverneur der Kapkolonie und Gouverneur von Malta                                   | 56    |       |
| 2. Dezember  | Alajos Károlyi                            | österreichisch-ungarischer Diplomat                                                                       | 64    |       |
| 3. Dezember  | Oskar von Collas                          | preußischer Generalmajor                                                                                  | 57    |       |
| 4. Dezember  | Robert Durrer                             | Schweizer Jurist und Politiker                                                                            | 53    |       |
| 4. Dezember  | Eduard Moritz von Kries                   | preußischer Verwaltungsjurist und Regierungspräsident                                                     | 87    |       |
| 4. Dezember  | Eduard Meyer                              | deutscher Orgelbauer                                                                                      |       |       |
| 5. Dezember  | Fjodor Fjodorowitsch Trepow               | russischer General und Staatsmann                                                                         |       |       |
| 6. Dezember  | Jules Champfleury                         | französischer Schriftsteller und Kritiker von Literatur und Kunst                                         | 68    |       |
| 6. Dezember  | Jefferson Davis                           | US-amerikanischer Politiker der Südstaaten                                                                | 81    |       |
| 7. Dezember  | Gustav Friedrich von Beyer                | preußischer General der Infanterie, badischer Kriegsminister                                              | 77    |       |
| 7. Dezember  | John Tuigg                                | irischer Geistlicher, Bischof von Pittsburgh                                                              | 68    |       |
| 8. Dezember  | Ferdinand Knauer                          | deutscher Landwirt und Agrarwissenschaftler                                                               | 65    |       |
| 8. Dezember  | Leopold zur Lippe-Biesterfeld-Weißenfeld  | preußischer Justizminister                                                                                | 74    |       |
| 8. Dezember  | Adolph Schmidt-Heyder                     | deutscher Malakologe sowie Mediziner                                                                      | 83    |       |
| 9. Dezember  | Friedrich Dahn                            | Schauspieler                                                                                              | 78    |       |
| 9. Dezember  | Friedrich Wilhelm Valentiner              | deutscher evangelisch-lutherischer Geistlicher                                                            | 82    |       |
| 10. Dezember | Ludwig Anzengruber                        | österreichischer Schriftsteller                                                                           | 50    |       |
| 10. Dezember | Napoléon Peltzer                          | deutsch-russischer Tuchfabrikant                                                                          | 87    |       |
| 10. Dezember | Lorenzo Respighi                          | italienischer Astronom                                                                                    |       |       |
| 11. Dezember | David Atwood                              | US-amerikanischer Politiker                                                                               | 73    |       |
| 11. Dezember | Mordechai Eliasberg                       | russischer Rabbiner                                                                                       |       |       |
| 11. Dezember | Dietrich Klävemann                        | deutscher Verwaltungsjurist und Abgeordneter in Oldenburg                                                 | 75    |       |
| 12. Dezember | Theodor Bertschinger                      | Schweizer Kaufmann und Politiker                                                                          | 75    |       |
| 12. Dezember | Robert Browning                           | englischer Dichter und Dramatiker                                                                         | 77    |       |
| 12. Dezember | Wiktor Jakowlewitsch Bunjakowski          | russischer Mathematiker                                                                                   | 84    |       |
| 12. Dezember | Max Endenthum                             | deutscher Ingenieur                                                                                       | 59    |       |
| 12. Dezember | Christian Johann Friedrich Peters         | deutscher Lehrer                                                                                          |       |       |
| 12. Dezember | Karl von Schmid                           | Schweizer Politiker                                                                                       | 62    |       |
| 13. Dezember | Jenő Ábel                                 | ungarischer Schriftsteller, Altphilologe und Hochschullehrer                                              | 31    |       |
| 13. Dezember | Maximilian Coudenhove                     | österreichischer Feldmarschallleutnant                                                                    | 84    |       |
| 13. Dezember | Wilhelm Crecelius                         | deutscher Gymnasiallehrer und Historiker                                                                  | 61    |       |
| 13. Dezember | Abel Jean Baptiste Pavet de Courteille    | französischer Orientalist und Übersetzer                                                                  | 68    |       |
| 13. Dezember | Franz Josef Schild                        | Schweizer Arzt, Kantonspolitiker (liberale Partei), Volkskundler und Mundartdichter                       | 68    |       |
| 13. Dezember | Jekaterina Gawrilowna Tschislowa          | russische Ballerina und Mätresse                                                                          | 43    |       |
| 14. Dezember | Cölestin Josef Ganglbauer                 | Erzbischof von Wien, Kardinal                                                                             | 72    |       |
| 14. Dezember | Wilhelm Herchenbach                       | deutscher Schriftsteller                                                                                  | 71    |       |
| 14. Dezember | Johann Eberhard Ludewig Pavenstedt        | deutscher Jurist und Politiker                                                                            | 62    |       |
| 14. Dezember | Édouard Phillips                          | französischer Mathematiker, Statiker und Bergbauingenieur                                                 | 68    |       |
| 14. Dezember | Julius Schubring                          | deutscher evangelischer Theologe                                                                          | 83    |       |
| 14. Dezember | Georg Heinrich Vogt                       | deutscher evangelisch-lutherischer Pfarrer und Politiker                                                  | 80    |       |
| 15. Dezember | Buschiri bin Salim                        | Anführer des Aufstandes Sansibars gegen die Machtübernahme durch die Deutsch-Ostafrikanische Gesellschaft |       |       |
| 15. Dezember | Karl Formes                               | deutscher Opernsänger (Bass)                                                                              | 79    |       |
| 15. Dezember | Carl Lampe                                | deutscher Unternehmer                                                                                     | 85    |       |
| 15. Dezember | Eugen von Seyfried                        | badischer Jurist und Politiker                                                                            | 73    |       |
| 16. Dezember | Edward Pleydell-Bouverie                  | britischer Politiker (Liberal Party), Mitglied des House of Commons                                       | 71    |       |
| 17. Dezember | Franz Xaver Statz                         | deutscher Jurist und Politiker                                                                            | 75    |       |
| 18. Dezember | Adolf Blomeyer                            | deutscher Agrarwissenschaftler                                                                            | 59    |       |
| 18. Dezember | Wilhelm von Giesebrecht                   | deutscher Historiker                                                                                      | 75    |       |
| 18. Dezember | Otto Wachenhusen                          | mecklenburgischer Rechtsanwalt, Notar und Politiker                                                       | 69    |       |
| 19. Dezember | Léocadie Salaün-Penquer                   | französische Schriftstellerin                                                                             | 72    |       |
| 19. Dezember | August Schultz                            | deutscher klassischer Philologe                                                                           | 37    |       |
| 19. Dezember | Constantin Tomaszczuk                     | Rechtswissenschaftler, Politiker und Gründungsrektor der Universität Czernowitz                           | 49    |       |
| 20. Dezember | Isaac Alexander Gibbs                     | britischer Maler                                                                                          | 40    |       |
| 20. Dezember | Carl Lorenz                               | deutscher Ingenieur und Unternehmer                                                                       | 45    |       |
| 21. Dezember | Eugène Eudes-Deslongchamps                | französischer Paläontologe                                                                                | 59    |       |
| 21. Dezember | Joseph Barber Lightfoot                   | britischer Theologe und anglikanischer Bischof von Durham                                                 | 61    |       |
| 21. Dezember | Friedrich August Quenstedt                | deutscher Geologe und Paläontologe                                                                        | 80    |       |
| 22. Dezember | Édouard Baldus                            | deutsch-französischer Fotograf                                                                            | 76    |       |
| 22. Dezember | August Förster                            | deutscher Schauspieler                                                                                    | 61    |       |
| 22. Dezember | Christoph Görtz                           | deutscher Jurist und Politiker (DFP), MdR                                                                 | 77    |       |
| 22. Dezember | Orsamus B. Matteson                       | US-amerikanischer Jurist und Politiker                                                                    | 84    |       |
| 23. Dezember | Hermann Brehmer                           | deutscher Arzt, Gründer eines Freiluftsanatoriums für Tuberkulosekranke                                   | 63    |       |
| 23. Dezember | Karl Hergt                                | deutscher Anstaltspsychiater                                                                              | 82    |       |
| 23. Dezember | Ludwig Alexander von Jordan               | deutscher Jurist und Politiker                                                                            | 83    |       |
| 23. Dezember | Gustav Adolf Pompe                        | deutscher evangelischer Theologe und Dichter                                                              | 58    |       |
| 23. Dezember | Adolf Ulrich                              | deutscher Historiker und Archivleiter                                                                     | 29    |       |
| 24. Dezember | Sergei Petrowitsch Botkin                 | russischer Arzt, ein Pionier auf dem Gebiet der medizinischen Praxis und Ausbildung in Russland           | 57    |       |
| 24. Dezember | Charles Mackay                            | schottischer Dichter                                                                                      | 75    |       |
| 24. Dezember | Adolf Ignaz Mautner von Markhof           | österreichischer Industrieller                                                                            | 87    |       |
| 24. Dezember | Elizabeth Twining                         | englisch-britische Künstlerin, Autorin und Philanthropin                                                  | 84    |       |
| 25. Dezember | Julius Conradi                            | Theaterschauspieler und Leiter einer Theaterschule                                                        | 84    |       |
| 25. Dezember | Jules-Arsène Garnier                      | französischer Maler                                                                                       | 42    |       |
| 25. Dezember | Johann von Lasser                         | Abt des Stiftes Lambach (1873–1889)                                                                       | 67    |       |
| 25. Dezember | Gustav von Wulffen                        | deutscher Verwaltungsbeamter                                                                              | 54    |       |
| 25. Dezember | William Wyld                              | britischer Maler und Lithograf                                                                            | 83    |       |
| 26. Dezember | Karl von Alwens                           | bayerischer Politiker, Landtagsvizepräsident, Jurist                                                      | 69    |       |
| 26. Dezember | Lewko Borowykowskyj                       | ukrainischer Lyriker und Schriftsteller                                                                   | 81    |       |
| 26. Dezember | Helmuth von Gordon                        | preußischer Offizier, General der Infanterie                                                              | 78    |       |
| 26. Dezember | Johann Heinrich Kureck                    | deutscher Modelleur der Herzoglichen Eisenhütte Mägdesprung                                               | 68    |       |
| 26. Dezember | Hermann von Thile                         | deutscher Diplomat und Staatssekretär des Deutschen Reiches                                               | 77    |       |
| 27. Dezember | Eduard Bendemann                          | deutscher Maler und Medailleur                                                                            | 78    |       |
| 27. Dezember | Wilhelm Hellmuth-Bräm                     | Schweizer Sänger und Schauspieler                                                                         | 62    |       |
| 27. Dezember | Elise Fichtner                            | österreichische Schauspielerin                                                                            | 80    |       |
| 27. Dezember | Albert Graefle                            | deutscher Historien- und Porträtmaler                                                                     | 80    |       |
| 27. Dezember | Alfred von Kremer                         | österreichischer Orientalist und Politiker                                                                | 61    |       |
| 27. Dezember | Adolf von Platen-Hallermund               | deutscher Staatsminister                                                                                  | 75    |       |
| 27. Dezember | Ernst Christian Friedrich Schering        | deutscher Apotheker und Industrieller                                                                     | 65    |       |
| 28. Dezember | Carl Banck                                | deutscher Komponist und Musikschriftsteller                                                               | 80    |       |
| 28. Dezember | Ferdinand Dinse                           | deutscher Orgelbauer                                                                                      | 78    |       |
| 28. Dezember | Franz Mayr von Melnhof                    | österreichischer Industrieller                                                                            | 79    |       |
| 28. Dezember | Teresa Maria Cristina von Neapel-Sizilien | Prinzessin von Bourbon-Sizilien, Kaiserin von Brasilien                                                   | 67    |       |
| 29. Dezember | Glélé                                     | König von Dahomey                                                                                         |       |       |
| 29. Dezember | Carl Robert Kummer                        | deutscher Maler                                                                                           | 79    |       |
| 29. Dezember | Ludwig Leuschner                          | deutscher Rittergutsbesitzer, Fabrikant und Politiker (NLP), MdR                                          | 65    |       |
| 29. Dezember | Ludwig Philippson                         | deutscher Schriftsteller und Rabbiner                                                                     | 78    |       |
| 29. Dezember | Priscilla Tyler                           | US-amerikanische First Lady (1842–1844), Schwiegertochter des amerikanischen Präsidenten John Tyler       | 73    |       |
| 30. Dezember | Johann Wendelin Braunwald                 | deutscher Architekt                                                                                       | 51    |       |
| 30. Dezember | Moritz Rosenthal                          | österreichischer Neurologe                                                                                |       |       |
| 30. Dezember | Gustav Würst                              | deutscher Sänger, Theaterschauspieler und -regisseur                                                      | 61    |       |
| 30. Dezember | Henry Yule                                | schottischer Orientalist                                                                                  | 69    |       |
| 31. Dezember | Giuseppe Brentano                         | italienischer Architekt                                                                                   | 27    |       |
| 31. Dezember | Pierre Olivier Joseph Coomans             | belgischer Genre- und Orientmaler                                                                         | 73    |       |
| 31. Dezember | Ernest Saint-Charles Cosson               | französischer Botaniker                                                                                   | 70    |       |
| 31. Dezember | Ion Creangă                               | rumänischer Schriftsteller                                                                                | 50    |       |
| 31. Dezember | Johannes Richter                          | deutscher Architekt                                                                                       | 47    |       |
| Dezember     | Julius Friedländer                        | deutscher Verleger, Buch-, Musikalien- und Instrumentenhändler                                            | 69    |       |
| Dezember     | Maurice Mac-Nab                           | französischer Dichter und Sänger                                                                          | 33    |       |

## Datum unbekannt
| Tag | Name                                           | Beruf, bekannt als                                                                               | Alter | Beleg |
| --- | ---------------------------------------------- | ------------------------------------------------------------------------------------------------ | ----- | ----- |
|     | Abdallah III. ibn Faisal                       | Imam der Wahhabiten (1865–1871, 1873–1884 und 1887–1889)                                         |       |       |
|     | Karl Friedrich Bauer                           | Teilnehmer an der badischen Revolution 1848/49                                                   |       |       |
|     | Michail Ossipowitsch Britnew                   | russischer Kaufmann, Reeder und Schiffbauunternehmer                                             |       |       |
|     | Miguel Campos                                  | chilenischer Maler                                                                               |       |       |
|     | Roberto Duarte Silva                           | kap-verdischer Chemiker                                                                          |       |       |
|     | William Clark Falkner                          | US-amerikanischer Offizier und Schriftsteller                                                    |       |       |
|     | Percy Greg                                     | britischer Schriftsteller                                                                        |       |       |
|     | Ludwig Halle                                   | deutscher Maler                                                                                  |       |       |
|     | Bernard Jabouin                                | französischer Bildhauer, Mosaizist und Kunstgewerbler                                            |       |       |
|     | Ahmed Abu Jummaisa                             | islamisch-politischer Führer im Sudan                                                            |       |       |
|     | Xavier Kretz                                   | französischer Ingenieur                                                                          |       |       |
|     | Leatherman                                     | US-amerikanischer Landstreicher                                                                  |       |       |
|     | Albrecht Ludwig Joachim Friedrich von Levetzow | Gutsbesitzer und Politiker                                                                       |       |       |
|     | Little Raven                                   | Häuptling der südlichen Arapaho-Indianer                                                         |       |       |
|     | Rembrandt Lockwood                             | US-amerikanischer Maler und Architekt                                                            |       |       |
|     | Ludwig Lutz                                    | deutscher Flaschnermeister und Fabrikant von Blechspielzeug                                      |       |       |
|     | Dmitri Petrowitsch Maksutow                    | Offizier der Kaiserlich Russischen Marine                                                        |       |       |
|     | Aimé von Mesmer-Saldern                        | schleswig-holsteinischer Gutsbesitzer, dänischer Hofbeamter und Parlamentarier                   |       |       |
|     | Werner Meyer                                   | deutscher Verwaltungsjurist und Landrat                                                          |       |       |
|     | Antoine Mougeot                                | französischer Arzt, Paläobotaniker und Geologe                                                   |       |       |
|     | Wilhelm Neuland                                | deutscher Musiker                                                                                |       |       |
|     | Karl Eugen Petzold                             | deutscher Organist                                                                               |       |       |
|     | Philippe Ricord                                | französischer Chirurg und Arzt für Geschlechtskrankheiten                                        |       |       |
|     | Johann Jakob Schnegg                           | Basler Glockengießer                                                                             |       |       |
|     | August Schwerdtfeger                           | deutscher Rittergutsbesitzer und Parlamentarier                                                  |       |       |
|     | Christoph Bernhard Sulze                       | deutscher Organist und Hochschullehrer                                                           |       |       |
|     | Francisco Antonino Vidal                       | Präsident Uruguays                                                                               |       |       |
|     | Johannes Bernardus Weikamp                     | deutscher Missionar in den Vereinigten Staaten                                                   |       |       |
|     | Herbert Frederick Winnington-Ingram            | britischer Rear Admiral                                                                          |       |       |
|     | Erich Winterhalder                             | österreichisch-rumänischer liberaler Ökonom, Journalist und Verleger                             |       |       |
|     | Karl Wiser                                     | österreichischer Jurist, Reichrats- und Landtagsabgeordneter und außerdem Bürgermeister von Linz |       |       |
|     | Alexander Zacher                               | deutscher Gutsbesitzer und Parlamentarier                                                        |       |       |